# Musikjahr 1583
Liste der Musikjahre

◄◄ | ◄ | 1579 | 1580 | 1581 | 1582 | Musikjahr 1583 | 1584 | 1585 | 1586 | 1587 | ► | ►►

Weitere Ereignisse
Dieser Artikel behandelt das Musikjahr 1583.

## Ereignisse

### Heiliges Römisches Reich

#### Hofkapelle von Rudolf II.
- Jacobus de Kerle, der wahrscheinlich zuvor im Fürststift Kempten tätig war und im Jahr 1582 kurzzeitig am Hof des Kölner Erzbischofs und Kurfürsten Gebhard Truchseß von Waldburg wirkte, ist seit 1. September 1582 Hofkaplan von Kaiser Rudolf II. Die zweite Auflage der Messen de Kerles von 1583 ist Kaiser Rudolf gewidmet.
- Carl Luython, der seit 1566 Chorknabe in der Hofkapelle von Kaiser Maximilian II. war, ist seit 1582 zweiter Hoforganist der Hofkapelle von Kaiser Rudolf II. Letzterer verlegt im Jahr 1583 seinen ganzen Hofstaat von Wien nach Prag. Luython ist auch im Orgelbau engagiert: Zusammen mit dem Orgelbauer Albrecht Rudner wirkt er von 1581 bis 1590 an der Erneuerung der Orgel des Doms St. Veit in Prag mit. Die betreffenden Akten enthalten zahlreiche Einwendungen Luythons zu diesem Vorhaben, womit er recht detailliert seine Vorstellungen vom Orgelbau wiedergibt.
- Philippe de Monte ist seit 1568 als Nachfolger von Jacobus Vaet Kapellmeister der Hofkapelle Maximilians II. in Wien. Nach dem Tod von Maximilian II. am 12. Oktober 1576 ist er für dessen Nachfolger Rudolf II. in Wien und später in Prag tätig und bekommt die Position eines Kanonikus an der Kathedrale von Cambrai zuerkannt. 1583 veröffentlicht de Monte sein Il primo libro de madrigali spirituali zu sechs Stimmen.

#### Bayerischer Reichskreis

##### Herzogtum Bayern
- Gregor Aichinger, der 1577 im Knabenalter nach München gegangen war und Schüler von Orlando di Lasso wurde, studiert seit 1578 an der Universität Ingolstadt. Dort tritt er in Kontakt mit seinem Studienkollegen Jakob Fugger, dem späteren Fürstbischof von Konstanz. Aichinger erhält durch diese Begegnung, Kontakte zu weiteren Mitgliedern der Familie Fugger, denen er später zahlreiche seiner Werke widmen wird.
- Ludovicus Episcopius, der seit 18. Oktober 1577 als Kapellmeister und Kantor an der Kollegiatkirche St. Servatius in Maastricht tätig war, wirkt seit 1. Juli 1582 als Hofkaplan und Sänger am Bayerischen Königshof in München unter Orlando di Lasso; zur gleichen Zeit ist er als Lehrer (praeceptor) für die Ausbildung der Chorknaben verantwortlich.
- Franciscus Florius hat seit Herbst 1556 in München an der Hofkapelle von Herzog Albrecht V. eine Anstellung als Hofbassist. Neben seiner Tätigkeit als Sänger ist Florius, zusammen mit dem Hofkopisten Johannes Pollet, auch als Notenkopist eingesetzt. Nach dem Ausscheiden Pollets 1571 ist er zum Hauptkopisten aufgestiegen; diese Stellung hat er bis zu seinem Tod 1588 inne.
- Johannes de Fossa ist seit dem letzten Vierteljahr 1559 Vizekapellmeister der Münchner Hofkapelle. In den vorhandenen Dokumenten wird Fossa allerdings weiterhin nur als Tenorist bezeichnet. Seit 1571 hat er die Aufsicht über die Chorknaben der Kapelle und hat ihnen in seinem Haus Kost und Unterkunft zu geben.
- Antonius Gosswin, der seit 1580 Mitglied der Kapelle von Prinz Ernst, Bischof von Freising, einem Sohn von Herzog Albrecht, ist, lebt seit Anfang 1580 mit seiner Frau in Freising. Sein Dienstherr, der gegen Jahresende 1580 zum Bischof von Lüttich ernannt wird, tritt sein Amt feierlich am 30. Januar 1581 an. Ob Antonius Gosswin ihm nach Lüttich gefolgt ist, ist nicht überliefert. 1583 veröffentlicht er in Nürnberg seine – verlorenen – Cantiones sacrae 5 zu sechs Stimmen.
- Ferdinando di Lasso, der 1560 geborene Sohn von Orlando di Lasso und dessen Frau Regina (Wäckinger), wird schon früh in die Münchner Hofkapelle integriert und als ordentliches Mitglied 1583 angestellt.

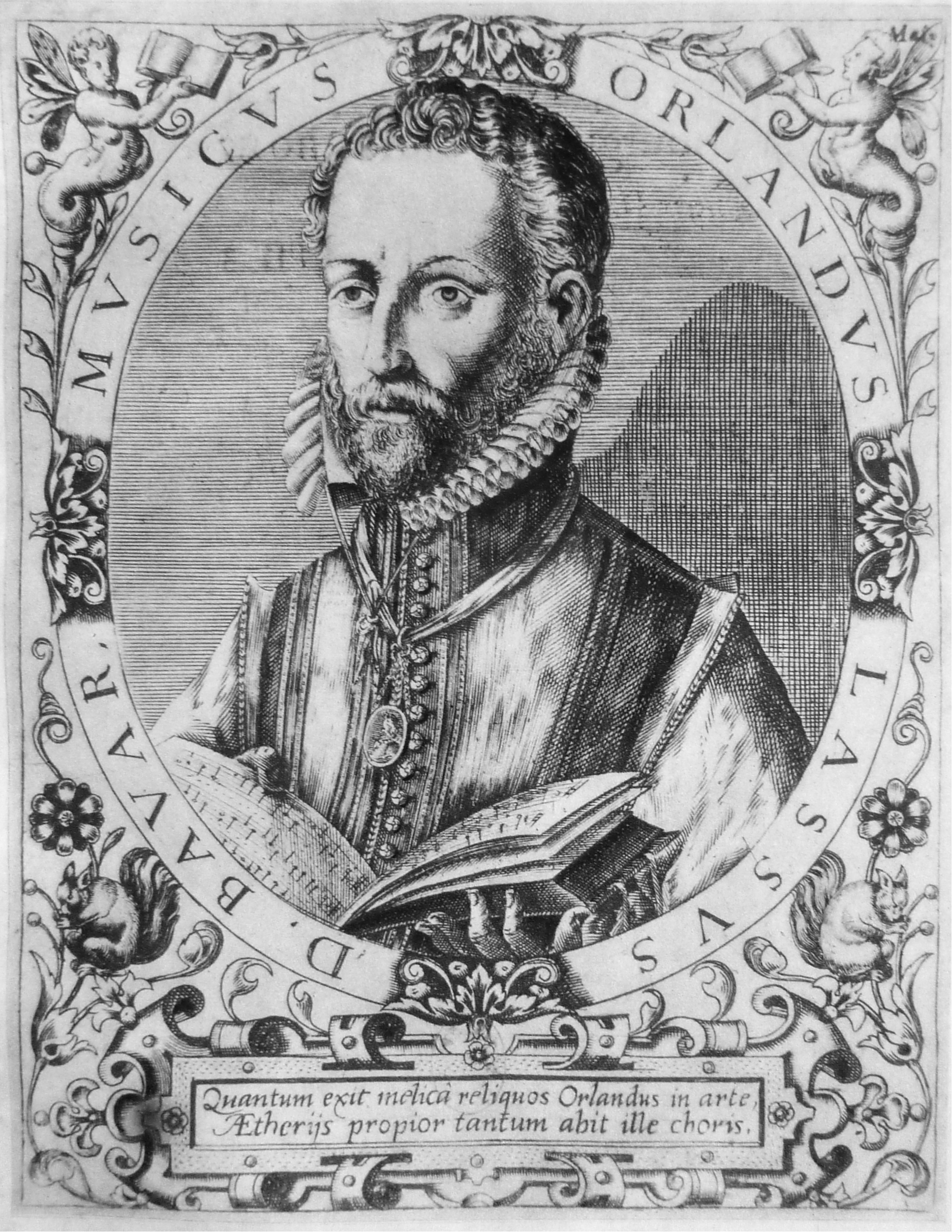
Orlando di Lasso, Kupferstich von René Boyvin

- Orlando di Lasso ist seit 1563 Kapellmeister der Münchner Hofkapelle. Zu Orlandos Aufgaben gehören u. a. Reisen durch Europa zur Anwerbung neuer Musiker, die Unterrichtung der Chorknaben, die teilweise sogar in seiner Familie leben, Proben mit den Musikern und die Komposition zahlreicher neuer Werke. Schon lange vor dem Tod Albrechts V. 1579 hat di Lasso ein hervorragendes Verhältnis zu Albrechts Nachfolger Wilhelm V. entwickelt; dieser sorgte auch ab 1573 für die Herausgabe einer eindrucksvollen Reihe großformatiger Chorbücher mit Orlandos Messen, Offizien, Lesungen und Magnificats in den erwähnten Patrocinium musices. 1583 gewinnt Orlando di Lasso – nach 1575 – zum zweiten Mal den Komponistenwettbewerb von Évreux, wieder für die beste lateinische Motette.

#### Burgundischer Reichskreis

##### Republik Antwerpen
- Servaes van der Meulen, der während seiner Amtszeit im Frühjahr 1581 verhindern konnte, dass die Anhänger des Calvinismus die große Orgel der Antwerpener Kathedrale abbauen, ist Organist an der St.-Gertrudskirche in Bergen-op-Zoom und an einer Kapelle der Kathedrale Notre-Dame in Antwerpen. Der calvinistische Magistrat der Stadt erlaubt ihm seinen Posten als Organist zu behalten.
- Hubert Waelrant wirkt in Antwerpen. Nachdem die Gedichtreihe „Lofsang van Braband“ des Autors Jan van der Noot 1580 erschienen war, schreibt Waelrant 1583/1584, ebenso wie Andreas Pevernage, Cornelis Verdonck und Gregorius Trehou (um 1550–1619), auf die niederländischen Texte einen mehrstimmigen Liedsatz; diese Kompositionen sind nicht erhalten geblieben.

##### Grafschaft Flandern
- Andreas Pevernage, der vom 17. Oktober 1563 bis 1577 Kapellmeister an der Kirche Notre-Dame in Courtrai war und 1564 zusätzlich eine Pfründe an Sankt Willibrordus in Hulst erhalten hatte, wechselt 1578 an die Kirche St. Jakob in Brügge, weil Courtrai kurzzeitig unter die Herrschaft der Calvinisten gerät. Zwischen 1578 und 1585 wird die Arbeit Pevernages aber auch in Brügge immer wieder durch die kriegerischen Auseinandersetzungen zwischen den Konfessionen beeinträchtigt. So ist der katholische Gottesdienst zwischen 1581 und 1584 nicht möglich und der Komponist weicht wohl immer wieder nach Courtrai aus. Pevernage betätigt sich auch als der Herausgeber einer weltlichen Madrigalsammlung, Harmonia celeste (1583) mit einem gelehrten lateinischen Titel, die sieben Stücke von ihm selbst enthält.
- Cornelis Verdonck, der seine erste musikalische Ausbildung als Kapellknabe vermutlich an der Kathedrale Notre-Dame in Antwerpen unter Gérard de Turnhout bekam und dann ab 1572 acht Jahre lang als Sängerknabe in der Hofkapelle des spanischen Königs Philipp II. gewirkt hatte, studiert an der Universität Douai und ist ab dieser Zeit Schüler von Séverin Cornet. Dieser macht seinen Schüler mit den neueren italienischen Stilentwicklungen bekannt.

##### Grafschaft Holland

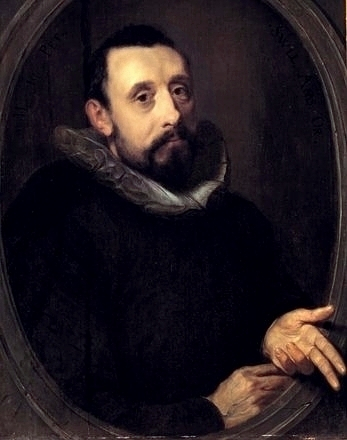
Jan Pieterszoon Sweelinck (1606). Das Porträt wird seinem Bruder Gerrit Pietersz Sweelinck zugeschrieben.

- Jan Pieterszoon Sweelinck, der älteste Sohn des Organisten Pieter Swibbertszoon und seiner Frau Elske Jansdochter Sweeling, lebt in Amsterdam und wirkt nach Aussage von Sweelincks Schüler und Freund Cornelis Plemp seit dem Jahr 1577 als Organist an der Oude Kerk. Nach Johann Mattheson ist er „schon in der Jugend, wegen seiner netten Fingerführung auf der Orgel, und überaus artigen Manier zu spielen, sonderlich berühmt“.[1]

##### Tournai
- Géry de Ghersem, der in seiner Jugendzeit seine erste musikalische Ausbildung durch den Komponisten George de La Hèle an der Kathedrale von Tournai erhielt, lebt in Tournai.

#### Kurrheinischer Reichskreis

##### Kurpfalz
- Mathias Gastritz, der am 22. Dezember 1561 zum Organisten der Stadt Amberg bestellt wurde, wirkt fast 30 Jahre lang in den Diensten der Stadt.
- Johann Knöfel ist seit 1579 Kapellmeister des pfalzgräflichen Kurfürsten zu Heidelberg Ludwig VI. Im Jahre 1583, nach dem Tode Ludwig VI., führt der neue Kurfürst Johann Kasimir den Calvinismus in der Pfalz wieder ein, der Lutheraner Knöfel wird aus seinem Amt entlassen und kehrt nach Schlesien zurück.
- Andreas Raselius, der in Amberg möglicherweise Schüler des Komponisten Mathias Gastritz war und die Lateinschule in Sulzbach besucht hatte, studiert seit 1581 in Heidelberg.

#### Niederrheinisch-Westfälischer Reichskreis

##### Vereinigte Herzogtümer Jülich-Kleve-Berg
- Martin Peudargent ist Hofkomponist in den Diensten von Wilhelm V. von Jülich-Kleve-Berg.

#### Niedersächsischer Reichskreis

##### Erzstift Magdeburg
- Leonhart Schröter, der von 1561 bis 1576 als Stadtkantor in Saalfeld gewirkt hatte, ist seit 1576 Kantor an der Altstädter Lateinschule in Magdeburg, wo er bis zu seiner Emeritierung 1595 verbleibt.

##### Fürstentum Braunschweig-Wolfenbüttel

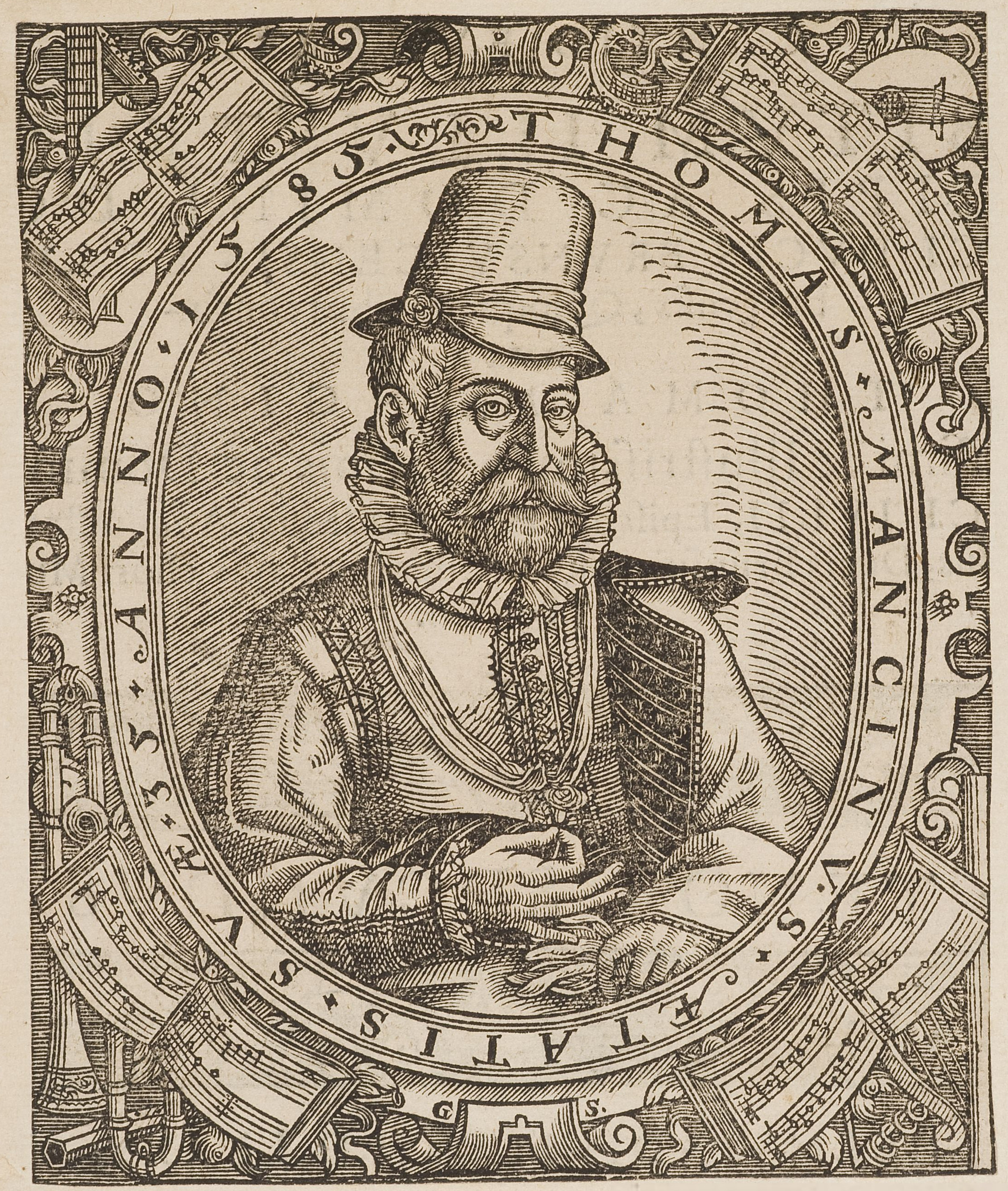
Thomas Mancinus im Alter von 35 Jahren, Stich von Georg Scharffenberg

- Thomas Mancinus, der von 1579 bis 1581 Tenorist in der Hofkapelle in Berlin war, tritt spätestens 1583 in die Dienste des in Gröningen residierenden Bischofs von Halberstadt, des späteren Herzogs Heinrich Julius von Braunschweig-Wolfenbüttel. Im Dezember 1583 wird er zum Kapellmeister ernannt. Unter seiner Leitung wird sich die Hofkapelle bis 1590 von acht auf 17 Mitglieder vergrößern, dazu kommen noch 12 Trompeter und Pauker.
- Johann Zanger der Ältere, der seit 1553 Pfarrer an der Petrikirche in Braunschweig war, ist seit 1571 Pfarrer an der Martinikirche, seit 1577 Stellvertreter des Stadtsuperintendenten.

##### Hamburg
- Jacob Praetorius der Ältere, der wahrscheinlich in seiner Heimatstadt Magdeburg Unterricht von Martin Agricola erhielt, ist von 1555 bis zu seinem Tod 1586 als Organist und Kirchenkomponist an zwei Kirchen in Hamburg nachweisbar.

#### Oberrheinischer Reichskreis

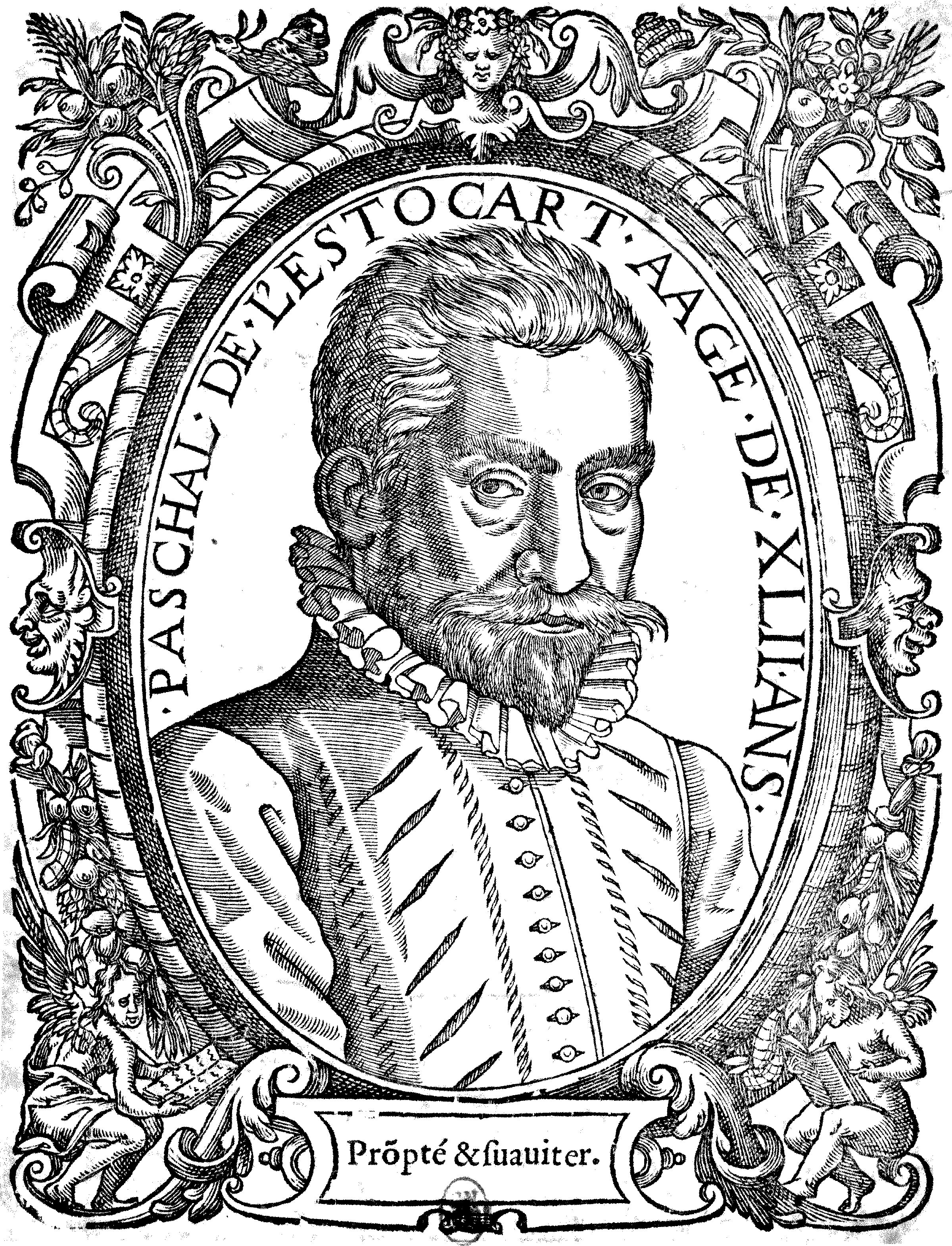
Paschal de l’Estocart im Alter von 42 Jahren

- Paschal de l’Estocart, der sich zwischen 1559 und 1565 in Lyon aufhielt, wo er 1565 heiratete, arbeitet seit 1582 für den lothringischen Herzog Karl III.

#### Obersächsischer Reichskreis

##### Kurfürstentum Sachsen
- Elias Nikolaus Ammerbach, der von 1548 bis 1549 an der Universität Leipzig studiert hatte, wirkt danach, vermutlich bis an sein Lebensende 1597, als Thomasorganist an der Thomaskirche. 1583 veröffentlicht er in Nürnberg sein Orgel oder Instrument Tabulaturbuch.
- Joachim a Burck, der ab 1563 Kantor an der Lateinschule in Mühlhausen war, ist seit 1566 Organist an der Kirche Divi Blasii in Mühlhausen. Daneben ist er als Geschichtsschreiber und öffentlicher Notar tätig. 1583 wird er zum Senator ernannt.
- Sethus Calvisius, der seit 1580 an der Universität Leipzig studierte, ist – auf Empfehlung Nikolaus Selneckers und der gesamten theologischen Fakultät der Universität Leipzig – seit November 1582 Kantor in Schulpforta, wo er unter anderem den Motettengesang bei den gemeinsamen Mahlzeiten einführt.
- Wolfgang Figulus ist von 1551 bis zu seiner Pensionierung 1588 Kantor und Lehrer an der Fürstenschule in Meißen. Er unterrichtet die Fächer Musik, Latein und Religion und sorgt für die musikalische Gestaltung der Gottesdienste in der Afrakirche.
- Rogier Michael, der von 1572 bis 1574 die Stelle eines Tenorsängers in Ansbach an der Hofkapelle von Markgraf Georg Friedrich von Brandenburg-Ansbach bekleidete, ist seit 1. Februar 1575 – auf Empfehlung von Aemilia von Sachsen, der Schwester von Kurfürst August von Sachsen – Sänger und Musiker an der Dresdener Hofkapelle.

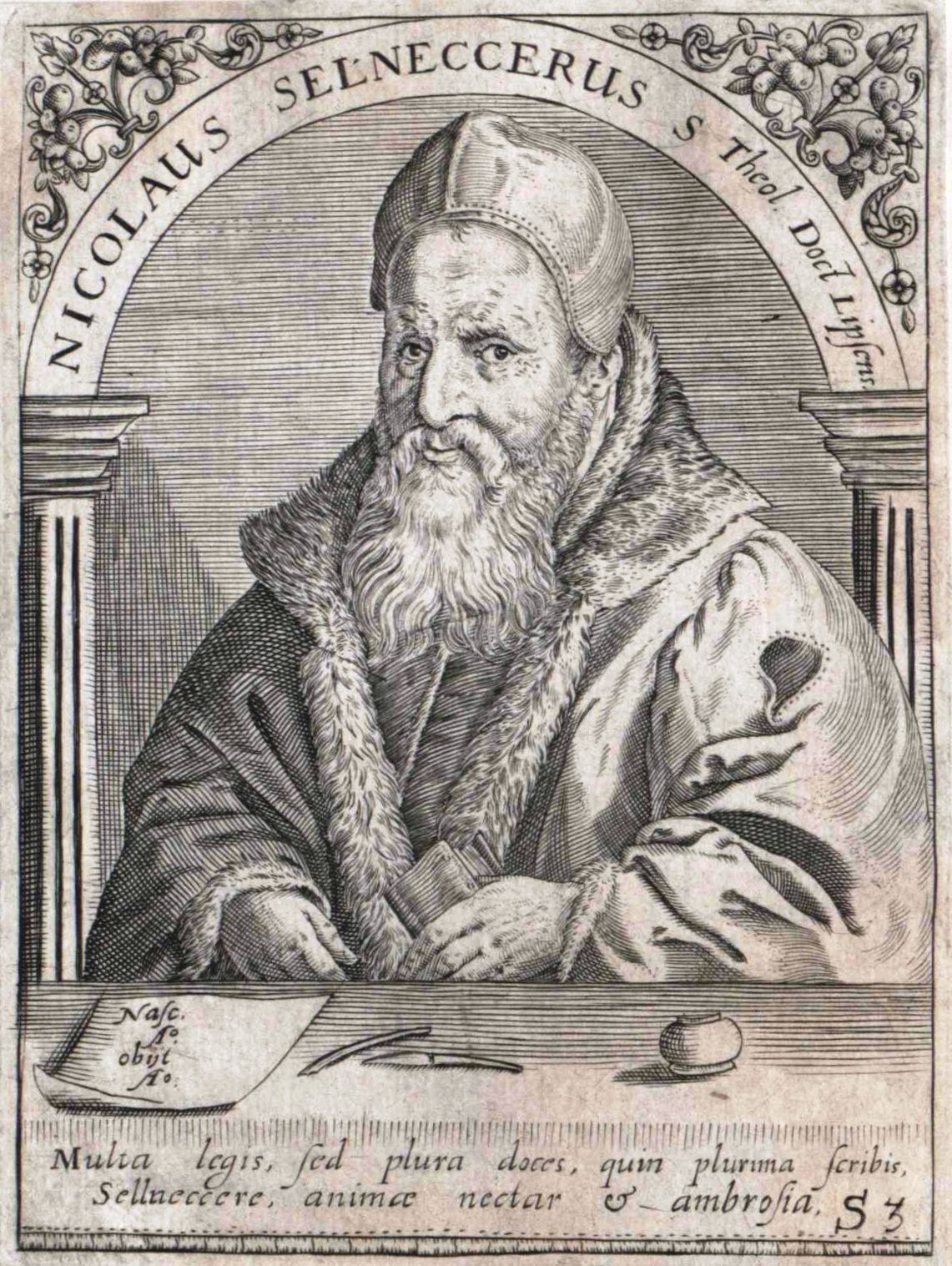
Nikolaus Selnecker

- Nikolaus Selnecker, der seit dem Jahreswechsel 1573/74 wieder Professor in Leipzig ist, ist seit 1576 zusätzlich Pfarrer an der Thomaskirche und Superintendent, dazu auch Domherr am Meißner Dom.

##### Mark Brandenburg
- Bartholomäus Gesius, Sohn eines Ackerbürgers und Ratsherrn, studiert zwischen 1578 und 1585 an der Viadrina in Frankfurt (Oder).

#### Österreichischer Reichskreis

##### Erzherzogtum Österreich
- Blasius Amon, der seit ca. 1568 Sängerknabe an die Hofkapelle von Erzherzog Ferdinand II. in Innsbruck ist, erhält unter den Kapellmeistern Wilhelm Bruneau (tätig von 1564 bis 1584) und Alexander Utendal (tätig von 1564 bis 1581) eine gründliche musikalische Ausbildung.
- Matthia Ferrabosco ist seit 1581 Altist an der Grazer Hofkapelle.
- Simone Gatto, der seit 1568 am Hof in München als Posaunist wirkte, setzt seine berufliche Laufbahn seit 1572 in Graz fort. In der dortigen Hofmusikkapelle wirkt er zunächst als Bläser und ist seit 1581 Hofkapellmeister.
- Jakob Regnart, der zuletzt Vize-Kapellmeister der Hofkapelle von Kaiser Rudolf II. in Prag war, wirkt seit Frühjahr 1582 in der Nachfolge von Alexander Utendal als Vizekapellmeister in Innsbruck am Hof von Erzherzog Ferdinand II., der als besonders eifriger Verfechter der Gegenreformation gilt. 1583 veröffentlicht er in München seine Teutsche Lieder […] mit bewilligung des Authorn in ein Opus zusamen druckt zu drei Stimmen.
- Franz Sales, der 1580 vorübergehend eine Stelle als Tenorsänger in Hechingen angenommen hatte und noch im gleichen Jahr für kurze Zeit als Sänger an die Münchner Hofkapelle wechselte, hat seit dem 1. November 1580 eine Anstellung an der Hofkapelle in Innsbruck, wo er etwa sieben Jahre lang bleibt.
- Lambert de Sayve, der seit 1577 in der Grazer Hofkapelle von Erzherzog Karl gewirkt hatte und dessen Entlassungsgesuch Ende Juni 1582 entsprochen wurde, ist wahrscheinlich kurz darauf als Kapellmeister in die Dienste von Erzherzog Matthias in Linz getreten; belegt ist dies erst ab August 1583.

#### Schwäbischer Reichskreis

##### Herzogtum Württemberg
- Ludwig Daser ist seit 1572 und bis zu seinem Ableben 1589 Kapellmeister der Hofkapelle Stuttgart.
- Balduin Hoyoul, der im Jahr 1561 im Alter von etwa 13 Jahren als Diskant-Sänger in den Chor der Stuttgarter Hofkapelle unter Ludwig Dasers Leitung eingetreten war und 1564/65 für zwei Jahre als Schüler zu Orlando di Lasso nach München geschickt wurde, wirkt nach seiner Rückkehr wieder als Altist und Komponist der Stuttgarter Hofkapelle.
- Simon Lohet ist seit dem 14. September 1571 Organist der württembergischen Hofkapelle in Stuttgart. Es ist auch Lohets Aufgabe, die Instrumente der Hofkapelle zu verwalten. Neben seinem Amt als Hoforganist wirkt Lohet als Lehrer eines größeren Schülerkreises.

##### Hohenzollern-Hechingen
- Jacobus Florius, der 1581 für kurze Zeit nach Innsbruck zurückgekehrt war, hat seit 1581 am Hof von Eitel Friedrich IV. in Hechingen eine Stelle als Sänger und Vizekapellmeister, die er bis 1583 behält. Im Herbst 1583 ist der Komponist offenbar aus dem Dienst in Hechingen ausgeschieden, weil sich der neue Leiter der dortigen Kantorei, Leonhard Lechner, um einen Ersatz für den Vizekapellmeister bemühen muss.
- Leonhard Lechner, dessen beruflicher Ehrgeiz mit einem Verbleib in Nürnberg längerfristig nicht vereinbar war, wird im Herbst 1583 in Hechingen Kapellmeister am katholischen Hof des Grafen Eitel Friedrich von Hohenzollern-Hechingen; die freie Ausübung seiner lutherischen Konfession lässt er sich schriftlich bestätigen. 1583 veröffentlicht er sein Harmoniae miscellae cantionum sacrarum.

##### Hohenzollern-Sigmaringen
- Melchior Schramm, der 1572 für zwei Jahre Organist an der neuerrichteten Stiftskirche des Damenstifts in Hall war, wirkt seit 1574 als Organist und Hofkapellmeister an den Hof Hohenzollern-Sigmaringen, wo er an dem jungen Hof unter Graf Karl II. von Hohenzollern-Sigmaringen die Hofkapelle neu aufbaut und bis 1596 leitet.

##### Reichsstadt Augsburg

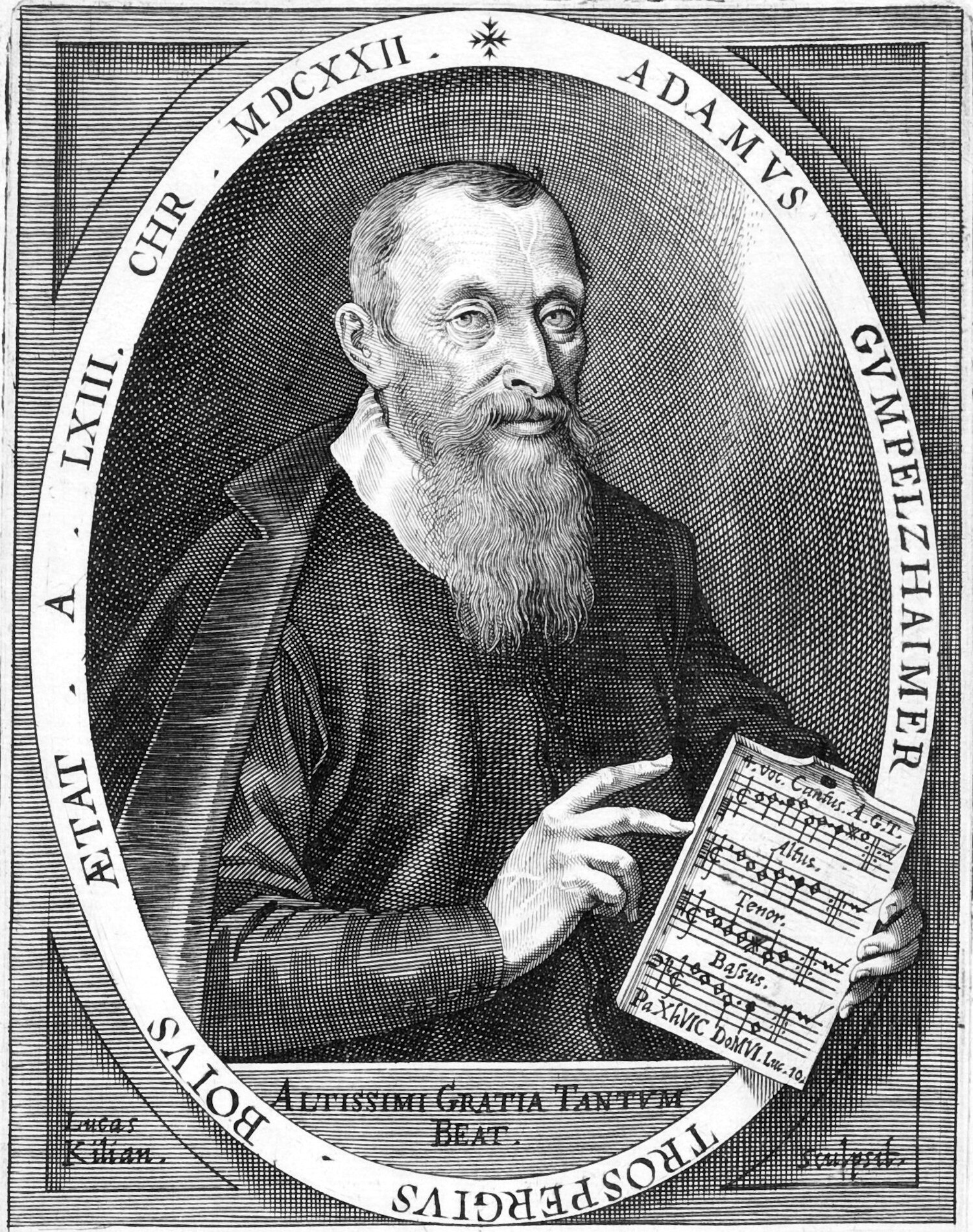
Adam Gumpelzhaimer, nach einem Stich von Lucas Kilian (1622)

- Adam Gumpelzhaimer, der im Benediktinerkloster Sankt Ulrich und Afra Augsburg seine erste musikalische Unterweisung durch Jodocus Entzenmüller und wahrscheinlich auch durch den Chorleiter Johannes Treer erhalten hatte, ist seit 1581 Kantor und Praeceptor am Gymnasium bei St. Anna. Diese Anstellung behält er bis an sein Lebensende. 1582 hat er sich an der Universität Ingolstadt eingeschrieben; wo und wann er seine Magisterwürde erwirbt, ist unbekannt.

##### Reichsstadt Dinkelsbühl
- Michael Tonsor wirkt von ungefähr 1567 bis 1588 als Organist an der St. Georgskirche in Dinkelsbühl.

#### Nicht eingekreiste zum Heiligen Römischen Reich zugehörige Territorien und Stände

##### Alte Eidgenossenschaft
- Samuel Mareschall, der sich für die Jahre 1576 und 1577 an der Universität Basel zum Studium eingeschrieben hatte, ist seit 1577 als Nachfolger von Gregor Meyer Organist am Basler Münster; im gleichen Jahr wurde Mareschall an der Universität zum professor musices berufen. Zusätzlich bekommt er eine Anstellung als Musiklehrer am Gymnasium am Münsterplatz und am Collegium Alumnorum. Es gehört auch zu seinen Aufgaben, wöchentlich mit den Schülern des Gymnasiums und den Alumnen Übungsstunden („musices exercitia“) für den Kirchengesang am Münster abzuhalten.

##### Herzogtum Mailand
- Giovanni Battista Bovicelli, der schon in Jugendjahren Mitglied des Mailänder Kathedralchores wurde, wird 1583 als Sopranist im Verzeichnis des Domes genannt.
- Marc’Antonio Ingegneri, der wahrscheinlich bei Cyprian de Rore in Parma und bei Vincenzo Ruffo in Verona studiert hatte, lebt in Cremona und erwirbt sich dort einen guten Ruf als Komponist und Instrumentalist. Er ist möglicherweise Organist und ist als Streicher nachgewiesen. Seit dem Jahr 1581 ist er maestro di cappella der dortigen Kathedrale, und anscheinend bleibt er für den Rest seines Lebens in dieser Position.
- Tiburtio Massaino, der seit 1571 maestro di cappella von Santa Maria del Popolo in Rom war und danach in Modena gewirkt hatte, wirkt seit 1580 in Lodi.

##### Herzogtum Mantua
- Ippolito Baccusi ist ab etwa 1576 bis 1589 als Kapellmeister am Dom zu Mantua tätig, wo ihn 1583 Lodovico Zacconi aufsucht und später im Vorwort seiner Prattica de musica seconda parte (Venedig, 1622) lobend erwähnt.
- Giovanni Giacomo Gastoldi, der in Mantua als Chorknabe an der Basilika Santa Barbara seine musikalische Ausbildung erhielt, Theologie studierte und seit 1572 Subdiakon war, ist seit 1574 Diakon und seit 1575 Priester. Gastoldi erhält Pfründe, damit verbunden ist die Verpflichtung, den Chorknaben Gesangsunterricht zu geben. Als Mitglied der Kapelle beteiligt er sich an der Komposition des vom Herzog Guglielmo Gonzaga (der sich auch selber als Komponist betätigt) gewünschten Repertoires. Wegen mehrfacher schwerer Erkrankungen und Abwesenheiten des Kapellmeisters Giaches de Wert muss Gastoldi diesen im Zeitraum von 1582 bis 1586 häufiger vertreten.
- Giaches de Wert, der von 1563 bis 1565 den Dienst eines Kapellmeisters für die kaiserlichen Gouverneure in Mailand versehen hatte, wirkt spätestens seit September 1565 als Kapellmeister an der neu gebauten Basilika Santa Barbara in Mantua, der Hofkirche der Gonzaga-Herzöge, nachdem er dorthin für das erste Barbara-Fest am 4. Dezember 1564 eine neue von ihm komponierte Messe geschickt hatte. In dieser Stellung bleibt er bis zu seinem Tod im Jahr 1596. Er ist auch als prefectus musicorum für die weltliche Musik am Hof von Herzog Guglielmo Gonzaga in Mantua zuständig. Er bezieht ein außerordentlich hohes Jahresgehalt, zu welchem weitere Gratifikationen und im Jahr 1580 eine Schenkung von Ländereien hinzukommen. Seit 1582 leidet er an den Folgen einer Malaria-Erkrankung.
- Benedetto Pallavicino, der in seiner Jugendzeit Organist an verschiedenen Kirchen der Provinz Cremona war, tritt spätestens 1581 in Sabbioneta bei Mantua in den Dienst von Vespasiano Gonzaga, wo er zusammen mit Giaches de Wert, Giovanni Giacomo Gastoldi, Salamone Rossi und Claudio Monteverdi wirkt. In dieser Stellung blieb er bis an sein Lebensende. Das früheste Zeugnis seiner Zeit in Mantua ist ein Brief vom 29. Oktober 1583, in welchem er als Sänger und Komponist bezeichnet wird.
- Francesco Soriano, der seit 1580 als Maestro di cappella in der Kirche San Luigi dei Francesi in Rom gewirkt hatte, ist 1581 nach Mantua umgezogen und hat seitdem eine Stellung am Hof der Gonzagas.

##### Herzogtum Modena und Reggio
- Bernardino Bertolotti ist Hofmusiker der Familie Este in Ferrara. Er ist „als Instrumentalist am Hof von Ferrara von Dezember 1578 bis zu dessen Auflösung Anfang 1598 angestellt.“[2]
- Luzzasco Luzzaschi, der seit Mai 1561 Organist und seit 1564 herzoglicher Hoforganist am Hof des Herzogs Alfonso II. d’Este war, ist seit 1574 – als Nachfolger Afonso della Violas (auch dalla Viola genannt) – Leiter der Instrumentalmusik des Herzogs von Ferrara. Seit 1572 bekleidet er zusätzlich das Organistenamt am Ferrareser Dom.
- Ercole Pasquini, der – nach dem Zeugnis des Theologen und Franziskanerpaters Agostino Superbi – bei Alessandro Milleville (1521?–1589) Musik studiert hatte, übernimmt von diesem zwischen 1583 und 1587 die musikalische Erziehung von Vittoria Aleotti, einer Tochter des Hofarchitekten von Ferrara, Giovanni Battista Aleotti.
- Alessandro Piccinini, der in einer musikalischen Familie aufwuchs und zusammen mit seinen Brüdern Filippo und Girolamo von seinem Vater Leonardo Maria eine Ausbildung zum Lautenisten erhielt, ist von 1582 bis 1597 am Hof von Herzog Alfonso II. in Ferrara tätig.
- Alessandro Striggio der Ältere, der zuvor in Florenz tätig war, pflegt in den 1580er-Jahren den Umgang mit der Familie Este an deren Hof in Ferrara, wo sich eines der damaligen Zentren der italienischen Musikentwicklung befindet.
- Der Zinkvirtuose Luigi Zenobi siedelt nach Ferrara über und wird der bestbezahlte Musiker am Hof der Familie Este.

##### Herzogtum Toskana
- Paolo Aretino, der bis 1547 als Kantor am Dom von Arezzo gewirkt hat, ist danach bis zu seinem Tode im Jahr 1584 an Santa Maria della Pieve, ebenfalls in Arezzo, tätig.
- Giulio Caccini, der wahrscheinlich Mitglied im Knabenchor der Cappella Giulia des Petersdoms und von Oktober 1564 bis November 1565 Gesangsschüler von Giovanni Animuccia war, wirkt seit dem 29. April 1566 am Hof des Großherzogs Ferdinando I. de’ Medici in Florenz.
- Vincenzo Galilei, der 1581 seine musiktheoretische Schrift Dialogo della musica antica e della moderna veröffentlicht hatte, wirkt in Florenz.
- Cristofano Malvezzi, der seit 1571 als Kapellmeister am Baptisterium San Giovanni gewirkt hatte, ist seit 1574 – in der Nachfolge seines Vaters – Organist an der Basilica di San Lorenzo.
- Giovanni Piero Manenti, der im Juni 1571 – nach dem Tode von Francesco Corteccia – Kapellmeister an S.Giovanni geworden war, dieses Amt aber bereits nach sechs Monaten niedergelegt hatte, ist Organist an der Kathedrale von Florenz, ein Amt, das er bis zu seinem Tod 1597 ausübt. Manenti ist ebenfalls als Musiker am Hof der Medici tätig und komponiert zumindest ein Werk für die „Compagnia di S.Giovanni Evangelista“ in Florenz.

##### Königreich Böhmen
- Szymon Bar Jona Madelka lebt seit ungefähr 1575 in Pilsen, wo er Mitglied der Fleischerzunft ist. Später wird er Zunftmeister, Ratsherr der Stadt und Kantor.

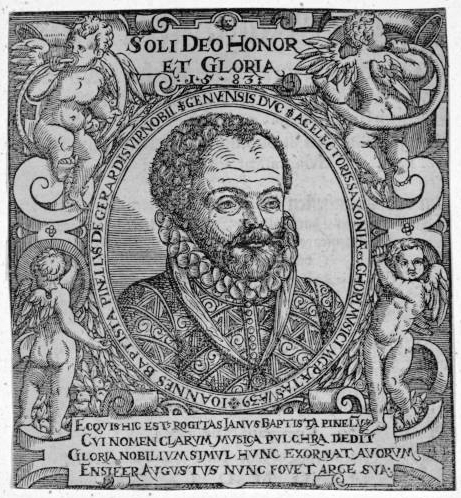
Giovanni Battista Pinello di Ghirardi

- Giovanni Battista Pinello di Ghirardi, der seit 1581 – wenige Monate nach dem Tod von Antonio Scandello – Kapellmeister der Dresdner Hofkapelle war, gibt den Posten wegen Unstimmigkeiten schon bald auf und lässt sich wieder in Prag nieder. 1583 veröffentlicht er in Dresden sein Deutsches Magnificat auff die 8 Tonos Musicales.
- Jan Trojan Turnovský, der sich 1564 an der Karls-Universität Prag immatrikuliert hatte, wirkt ab etwa 1579 als utraquistischer Pfarrer an verschiedenen Orten.

##### Markgrafschaft Mähren
- Jacobus Gallus, der zuvor durch Böhmen, Mähren und Schlesien gereist war, steht seit 1580 als Kapellmeister in den Diensten des Bischofs von Olmütz.

### Herzogtum Preußen
- Johannes Eccard, der von Jakob Fugger als Organist nach Augsburg berufen wurde, ist noch 1579 nach Königsberg in die Dienste des Markgrafen Georg Friedrich von Ansbach gewechselt, der ihn für seine Hofkapelle engagiert hatte. Hier wirkt er als Assistent von Teodoro Riccio, seit 1580 als Vizekapellmeister.
- Teodoro Riccio, der nach seiner Ausbildung als Kirchenmusiker als Kapellmeister der Kirche Santa Nazaro in seiner Heimatstadt Brescia tätig war, ist seit 1575 Hofkapellmeisters in Ansbach und folgt seinem Dienstherren nach Königsberg, da dieser vom polnischen König Stephan Báthory, dem damaligen Lehnsherrn Preußens, mit dem Herzogtum belehnt wurde. In seiner Position als Hofkapellmeister erhält Riccio ab 1581 Unterstützung durch die Beiordnung des später berühmten Musikers Johannes Eccard (1553–1611) als Unterkapellmeister. Dieser übernimmt die Arbeit mit dem Knabenchor und einzelne Verwaltungsaufgaben.

### Königreich England und Irland

#### Chapel Royal von Elisabeth I.
- John Baldwin ist Tenor an der Royal Chapel in London.

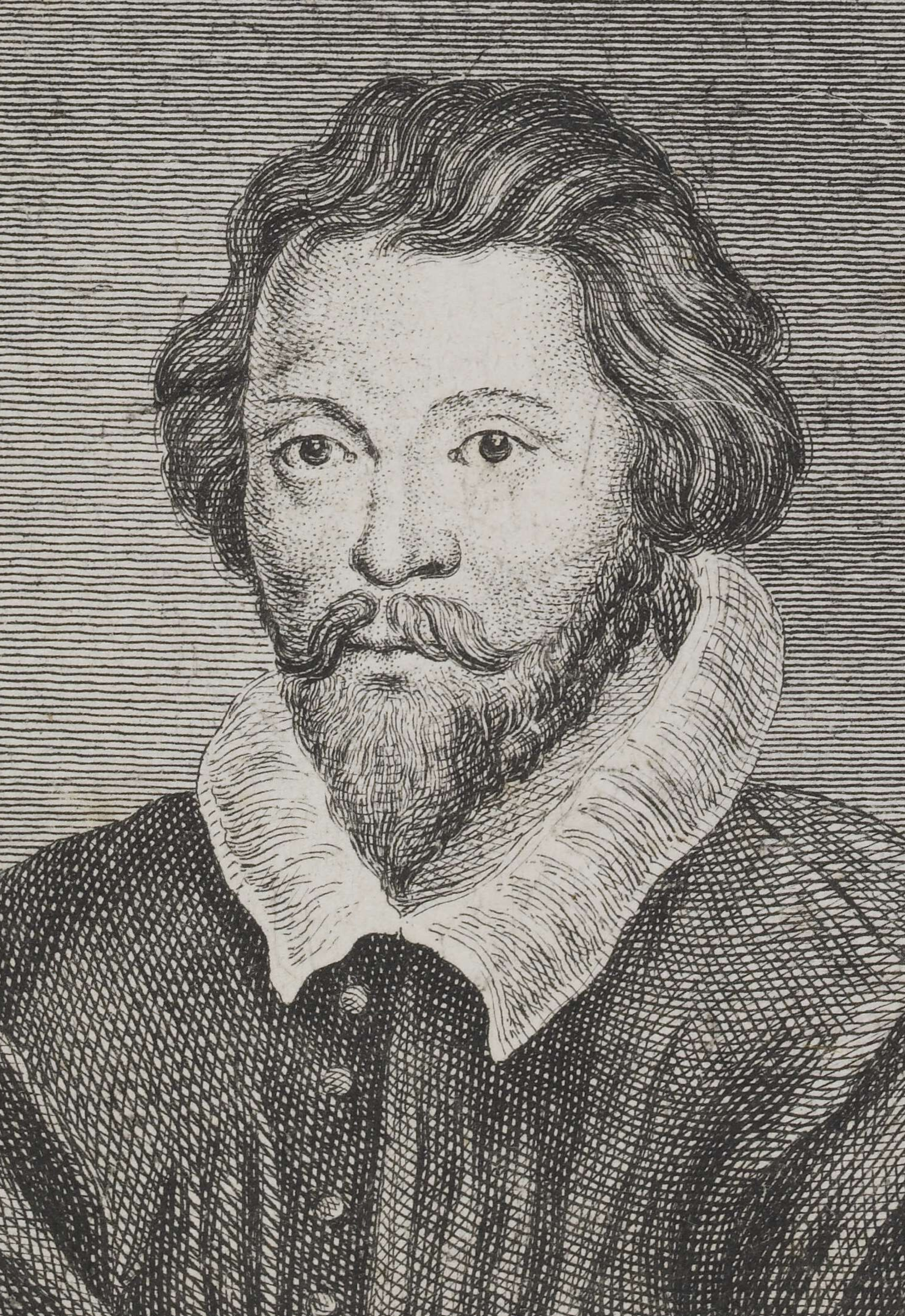
William Byrd auf einem wahrscheinlich fiktiven Kupferstich-Porträt aus den 1720er Jahren von Nicola Francesco Haym und G. Van der Gucht

- William Byrd ist seit 1570 „Gentleman of the Chapel Royal“ und übt zusammen mit Thomas Tallis das Organistenamt aus.
- William Mundy, der 1543 Mitglied im Chor von Westminster Abbey wurde und später für verschiedene Kirchengemeinden arbeitete, ist seit 1563 Mitglied der Chapel Royal, an der er bis zu seinem Tode 1591 verbleibt.
- Thomas Tallis, der 1543 zum „Gentleman of the Chapel Royal“ in London ernannt wurde, bekleidet dieses Amt in den folgenden 40 Jahren.

#### Hereford
- John Bull, der 1573 Kapellknabe an der Hereford Cathedral war und wahrscheinlich schon seit 1574 Mitglied der Children of the Chapel Royal, hat seit 1582 seine erste Anstellung als Organist, wieder an der Kathedrale zu Hereford.

### Königreich Frankreich

#### Chapelle Royale von Heinrich III.
- Eustache du Caurroy ist seit 1570 zunächst als Sänger im Dienst der französischen Könige Karl IX. und Heinrich III. tätig und wird bald als Komponist bekannt.

#### Évreux

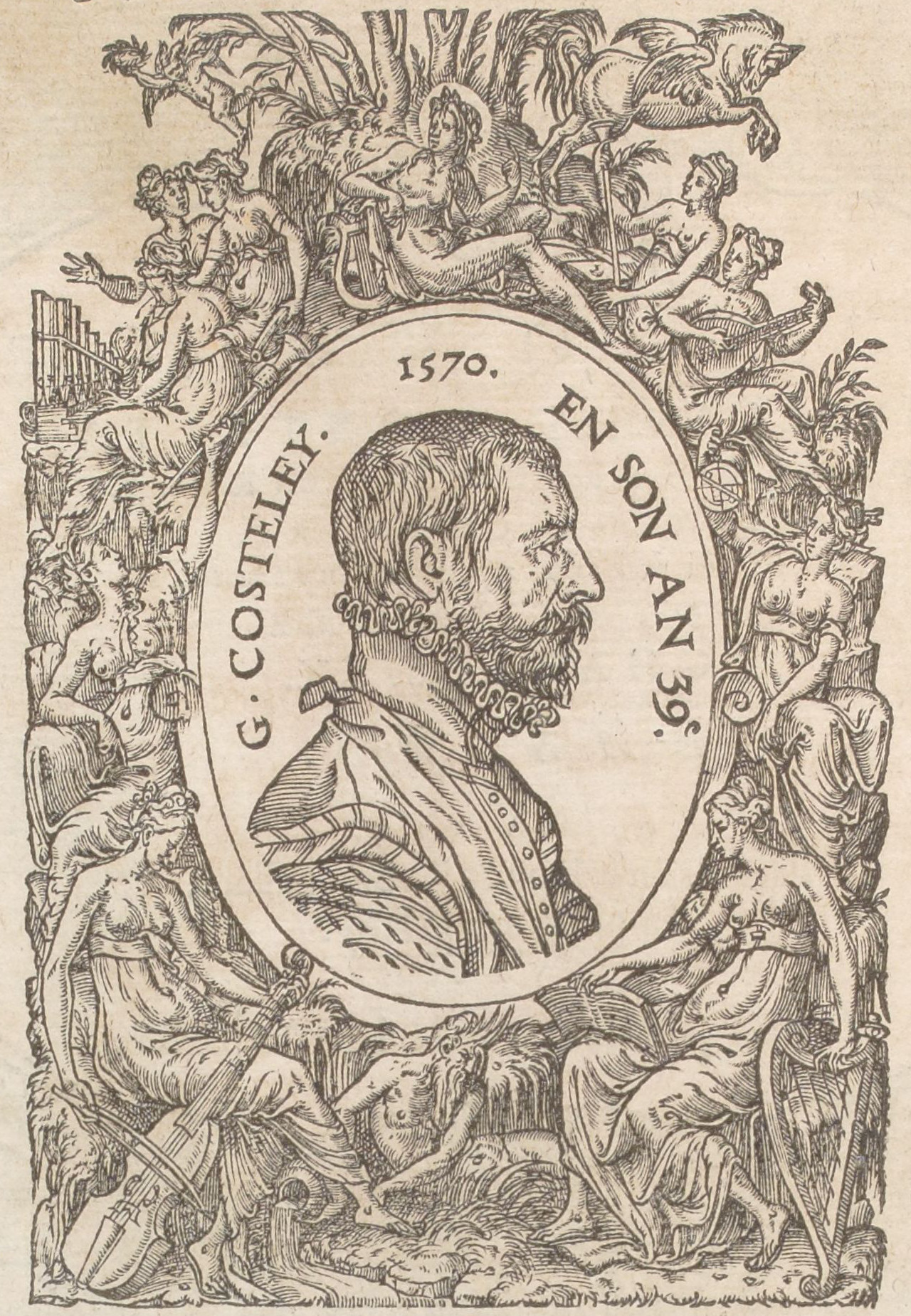
Porträt von Guillaume Costeley im Alter von 39 Jahren

- Guillaume Costeley, der nach seiner Ausbildung von 1560(?) bis 1570 Hoforganist am Hof von Karl IX. war, wirkt danach bis zu seinem Ableben 1606 in Évreux als Komponist und ist dort Mitglied der Bruderschaft Sainte Cécile.

#### Paris
- Pierre-Francisque Caroubel, der von italienischer Herkunft war, lebt seit 1576 in Paris. Er wird 1583 durch königlichen Brief eingebürgert. Im gleichen Jahr heiratet er Catherine Lemaire. Caroubel hat eine Anstellung als Violon Ordinaire de la Chambre du Roi bei König Heinrich III. und dessen Bruder François-Hercule de Valois, duc d’Alençon.
- John Dowland steht von 1579 bis 1584 im Dienst Sir Henry Cobhams, des englischen Gesandten in Paris, und seines Nachfolgers Sir Edward Stafford, 3. Herzog von Buckingham.
- Claude Le Jeune, der sich der 1570 von Jean-Antoine de Baïf und Joachim Thibault de Courville († 1581) unter der Schirmherrschaft des französischen Königshauses (Karl IX.) in Paris gegründeten Institution Académie de poésie et de musique angeschlossen hatte, ist seit 1582 als Lautenist in den Dienst von Herzog François d’Anjou, dem Bruder von König Heinrich III., getreten und wirkt bei ihm auch als Lehrer der Chorknaben (Maistre des enfants de musique).
- Adrian Le Roy lebt in Paris und ist musikalischer Leiter des von ihm mit seinem Vetter Robert Ballard 1551 gegründeten Musikverlags Le Roy & Ballard.
- Jacques Mauduit ist Mitglied der Académie de musique et de poésie, des von Jean-Antoine de Baïf und Joachim Thibault de Courville gegründeten Zirkels zur Pflege der Musique mesurée à l’Antique, d. h. zur Wiedererweckung der Rhetorik und Ethik der Musik des antiken Griechenlands in der zeitgenössischen französischen Musik und Dichtung. Nach Courvilles Tod im Jahre 1581 führt Mauduit den musikalischen Vorsitz der Académie.

### Italienische Staaten

#### Herzogtum Urbino
- Leonard Meldert, der bis zum Tod des Herzogs Guidobaldo II. della Rovere in Urbino 1574 an dessen Hof aktiv war und anschließend mit großer Wahrscheinlichkeit in Ravenna in die privaten Dienste von Giulio Feltrio della Rovere, Kardinal von Urbino und Erzbischof von Ravenna, getreten war, ist seit 1578 – nach Aussage des Musikforschers F. Piperno – wieder in Urbino aktiv, und zwar als Kapellmeister der dortigen Kathedrale. Nach Aussage von Simone Sorini, auf Grund von Dokumenten in Archiven Urbinos, ist Meldert auf jeden Fall von September 1581 bis März 1590 Kapellmeister in Urbino. Von 1581 bis 1590 veröffentlicht er hier seine Responsori del natale.

#### Kirchenstaat
- Giovanni Francesco Anerio, der von 1575 bis 1579 Mitglied der Capella Giulia unter Giovanni Pierluigi da Palestrina war, hat den Wunsch Kleriker zu werden und erhält am 12. Dezember 1583 die Tonsur.
- Emilio de’ Cavalieri, der in Rom als Sohn einer aristokratischen und musikalischen Familie geboren wurde, wirkt dort als Organist und Musikdirektor von 1578 bis 1584.
- Ghinolfo Dattari erhält ab Februar 1555 in Bologna eine Anstellung als Sänger in der Kapelle von San Petronio, die er 62 Jahre lang, bis zu seinem Tode ausübt.
- Giovanni de Macque, der in jungen Jahren an der Hofkapelle in Wien als Sängerknabe ausgebildet wurde und ab 1563 seine Ausbildung am Wiener Jesuitenkolleg fortgesetzt hatte, wirkt in Rom.
- Luca Marenzio, der seine erste Anstellung in Rom bei Kardinal Cristoforo Madruzzo († 1578) fand, steht anschließend in Rom in den Diensten von Kardinal Luigi d’Este (Bruder des Herzogs von Ferrara, Alfonso II. d’Este), der 1586 stirbt. In dieser Zeit veröffentlicht er seine ersten Madrigalsammlungen und hat möglicherweise auch Kontakt zum Hof von Ferrara.
- Giovanni Maria Nanino, der im Sommer 1575 das Amt des Kapellmeisters von San Luigi dei Francesi angetreten hatte, wirkt seit dem 28. Oktober 1577 – nach bestandener Aufnahmeprüfung – als Tenor im Chor der renommierten päpstlichen Kapelle, der Cappella Pontificia. In der Kapelle, die vor allem in der Cappella Sistina auftritt, bleibt er bis zu seinem Tod 1607 tätig. Neben seinen Verpflichtungen als Sänger liefert er auch eigene Kompositionen (eine von der Kapelle erwünschte Fähigkeit) und übernimmt verschiedene administrative Ämter.
- Giovanni Pierluigi da Palestrina, der seit 1565 musikalischer Leiter und Lehrer des Seminario Romano, einer Ausbildungsstätte des Priesternachwuchses war, übt diese Stelle – nachdem Giovanni Animuccia Ende März 1571 verstorben war – seitdem zum zweiten Mal aus. Palestrina ist auch für die Arciconfraternita della Santissima Trinità dei Pellegrini e Convalescenti aktiv, eine damalige römische Frömmigkeitsbewegung. Eine engere Beziehung unterhält Palestrina mit dem Hof der Gonzaga in Mantua. Deren Versuch, Palestrina 1583 für die Kapellmeisterstelle an der neuen Basilika Palatina di Santa Barbara zu gewinnen, scheitert an dessen hoher Gehaltsforderung. Als Individualdruck erscheint 1583/84 in Rom sein Individualdruck Motettorum quinque vocibus liber quartus.
- Peter Philips, der England im August 1582 verlassen hat, reist über Flandern nach Rom, wo er als Organist am Englischen Jesuiten-Kolleg arbeitet.

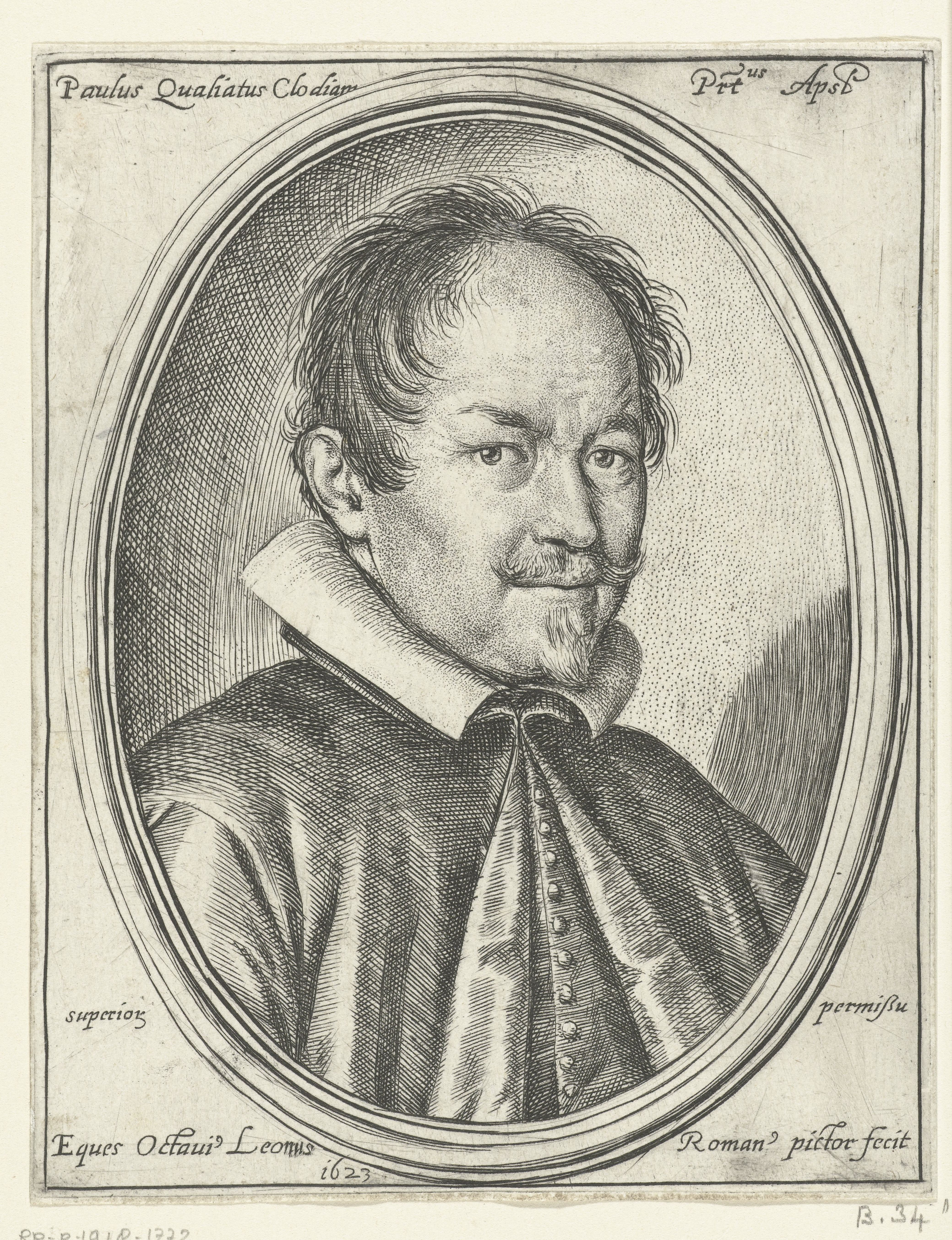
Paolo Quagliati, nach Ottavio Leoni (1623)

- Paolo Quagliati, der nach seiner musikalischen Ausbildung 1574 nach Rom gezogen ist, wirkt hier als Organist in verschiedenen Kirchen.
- Joannes Tollius, der in jungen Jahren Kapellmeister an der Liebfrauenkirche seiner Heimatstadt Amersfoort war, ist ab 1583 als maestro di cappella an der Kathedrale von Rieti tätig.
- Simone Verovio lebt spätestens seit 1575 in Rom.
- Tomás Luis de Victoria, der in Rom das Collegium Germanicum – das Priesterseminar der Jesuiten – absolviert hatte, hat seit 1571 als moderator musicae die Leitung der Kapelle des Collegiums in der Nachfolge von Giovanni Pierluigi da Palestrina.

#### Königreich Neapel
- Rinaldo del Mel, der in Rom in den Diensten von Kardinal Gabriele Paleotti gewirkt hatte und seine Studien bei Giovanni Pierluigi da Palestrina fortsetzen konnte, lebt zwischen April 1583 und Anfang 1584 in Chieti und hat hier eine Anstellung.
- Giovanni Domenico da Nola wirkt seit Februar 1563 bis zu seinem Tod 1592 als Maestro di cappella an der Basilika Santissima Annunziata Maggiore in Neapel. In dieser Funktion lehrt er auch die Mädchen des Waisenhauses der Annunziata und die Diakone des Priesterseminars Gesang.

#### Republik Venedig
- Costanzo Antegnati, der am besten bekannte Spross der verzweigten italienischen Orgelbauerfamilie Antegnati, bekommt seine musikalische Ausbildung bei Girolamo Cavazzoni und ist seit dem Jahr 1570 Orgelbau-Mitarbeiter seines Vaters Graziadio Antegnati des Älteren (1525–1590) in Brescia.
- Giovanni Matteo Asola wirkt von 1577 bis 1591 in Treviso, Vicenza und in Verona als Kapellmeister.
- Giovanni Bassano, der zuerst 1576 als Instrumentalmusiker an San Marco in Venedig in Erscheinung trat, erwirbt sich dort schnell einen Ruf als einer der besten Instrumentalisten in Venedig.
- Floriano Canale ist von 1581 bis 1603 Organist im Konvent von San Giovanni Evangelista in Brescia.
- Giovanni Cavaccio, der seit 1576 als Sänger in Bergamo wirkt, ist von 1581 bis 1598 als Lehrer an der Kathedrale von Bergamo tätig.
- Giovanni Croce wirkt seit 1565 als Chorknabe und Sänger am Markusdom in Venedig.
- Girolamo Diruta, der seit 1574 Mitglied des Minoritenklosters in Correggio war und seine musikalische Ausbildung zum Organisten von Batista Capuani erhalten hatte, lebt seit 1580 in Venedig, wo er Schüler des berühmten Claudio Merulo ist, eventuell auch von Gioseffo Zarlino und Costanzo Porta.
- Baldissera Donato, der seit 1550 als Sänger – zunächst an San Marco in Venedig – aktiv war und auch in der Ausbildung der Sänger wirkte, hat seit 1580 die Kapellmeisterstelle am Dom zu Padua inne.
- Andrea Gabrieli ist wahrscheinlich seit Jahresanfang 1566 als Organist an San Marco tätig, einer herausragenden Position in der Musikwelt Italiens, in der er bis zu seinem Lebensende bleiben wird. An San Marco entwickelt er, gefördert durch die einzigartige Akustik des Doms, seinen originalen Kompositionsstil der zeremoniellen Mehrchörigkeit und des konzertanten Stils, der später von seinem Neffen Giovanni Gabrieli weiter entwickelt wird. Zu seinen Schülern gehören neben seinem Neffen Giovanni noch der Komponist und Musiktheoretiker Ludovico Zacconi, Gregor Aichinger, Rogier Michael und Hans Leo Haßler. 1583 veröffentlicht er bei Angelo Gardano in Venedig seine Opere edite in vita: Psalmi Davidici, qui poenitentiales nuncupantur, tum omnis generis instrumentorum.
- Giovanni Gabrieli, der in den Jahren 1575 bis 1579 Schüler von Orlando di Lasso in München war, ist 1580 nach Venedig zurückgegangen und ist dort am Markusdom Hilfsorganist unter seinem Onkel Andrea Gabrieli, der immer noch das Amt des Zweiten Organisten ausübt. Mit dem Ziel einer späteren Festanstellung am Dom veröffentlicht er 1583 als Komponist seine erste Madrigalsammlung in Venedig De floridi virtuoas d' Italia il primo libro de madrigali a quinque voci, eine Art „Dissertation“, ohne die es an großen Kirchen keine Festanstellung gibt.
- Florentio Maschera, der seine erste Anstellung als Organist im Kloster Santo Spirito in Isola vor Venedig erhielt, ist seit 22. August 1557 Organist an der Kathedrale von Brescia.
- Claudio Merulo ist seit dem Jahr 1566 als Nachfolger von Annibale Padovano als erster Organist am Markusdom in Venedig tätig. Neben dieser offiziellen Tätigkeit tritt er regelmäßig in den Palazzi venezianischer Adliger auf, z. B. in der Ca' Zantani, die auch von Parabosco, Padovano und anderen Virtuosen frequentiert wird. 1583 erscheinen seine Mottetti a 6: Libro I.
- Giovanni Battista Mosto hat seit 6. November 1580 den Posten des „maestro di cappella“ an der Kathedrale von Padua inne.

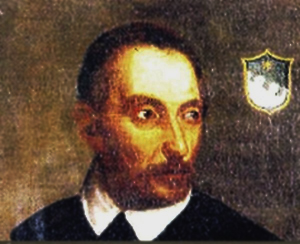
Orazio Vecchi

- Orazio Vecchi, der zunächst als Musiklehrer in Modena gewirkt hatte, ist seit 1581 Domkapellmeister in Salò.
- Ludovico Zacconi, der dem Augustinerorden beigetreten war, wo er 1575 zum Priester geweiht wurde, studiert seit 1577 an der Kirche des hl. Stephanus in Venedig und wird später ein Schüler von Andrea Gabrieli.
- Gioseffo Zarlino, der bei Adrian Willaert in Venedig studiert hat, ist seit 1565 – in der Nachfolge von Cypriano de Rore – Kapellmeister am Markusdom in Venedig. Er hat diese Stelle bis zu seinem Ableben 1590 inne.

### Königreich Polen

#### Hofkapelle von Stephan Báthory
- Wojciech Długoraj wird 1583 Hoflautenist des Königs Stephan Báthory.
- Krzysztof Klabon, der seit 1565 Lautenist der königlichen Hofkapelle in Krakau war, ist von 1576 bis 1601, mit einer kurzzeitigen Unterbrechung durch den Italiener Luca Marenzio 1596, Direktor der königlichen Kapelle.

### Königreich Portugal

#### Hofkapelle von Philipp I.
- António Carreira ist seit der Thronbesteigung des 14-jährigen Königs Dom Sebastiaõ 1568, Kapellmeister und Magisterio in Lissabon. Nach dem tragischen Verschwinden des Königs Dom Sebastiaõ 1578 nach der Schlacht von Alcácer-Quibir, und dem Tod des Kardinals 1580, bleibt Carreira auch unter der Regierung von Heinrich I. Kapellmeister der königlichen Kapelle in Lissabon.

### Königreich Spanien

#### Hofkapelle von Philipp II.
- George de La Hèle wird am 15. September 1580 von Philipp II. von Spanien zum Kapellmeister der Capilla real als Nachfolger des 1580 verstorbenen Gérard de Turnhout ernannt. Aber trotz aller Bemühung des Königs zum baldmöglichsten Amtsantritt des Komponisten bleibt die Position eineinhalb Jahre lang vakant, weil La Hèle zuvor zeitweilig an der Capilla flamenca in Madrid wirkt.
- Philippe Rogier, der seine erste musikalische Ausbildung an der Kathedrale seiner Geburtsstadt Arras erhalten hatte, ist 1572 mit Gérard de Turnhout – von 1571 bis zu seinem Tod 1580 Kapellmeister der capilla flamenca des spanischen Königs Philipp II. – und anderen jugendlichen Sopranisten nach Madrid gereist und wurde am dortigen Königshof eingeführt. In Madrid kann er in den folgenden Jahren als jugendlicher Sänger seine musikalische Ausbildung vervollständigen.

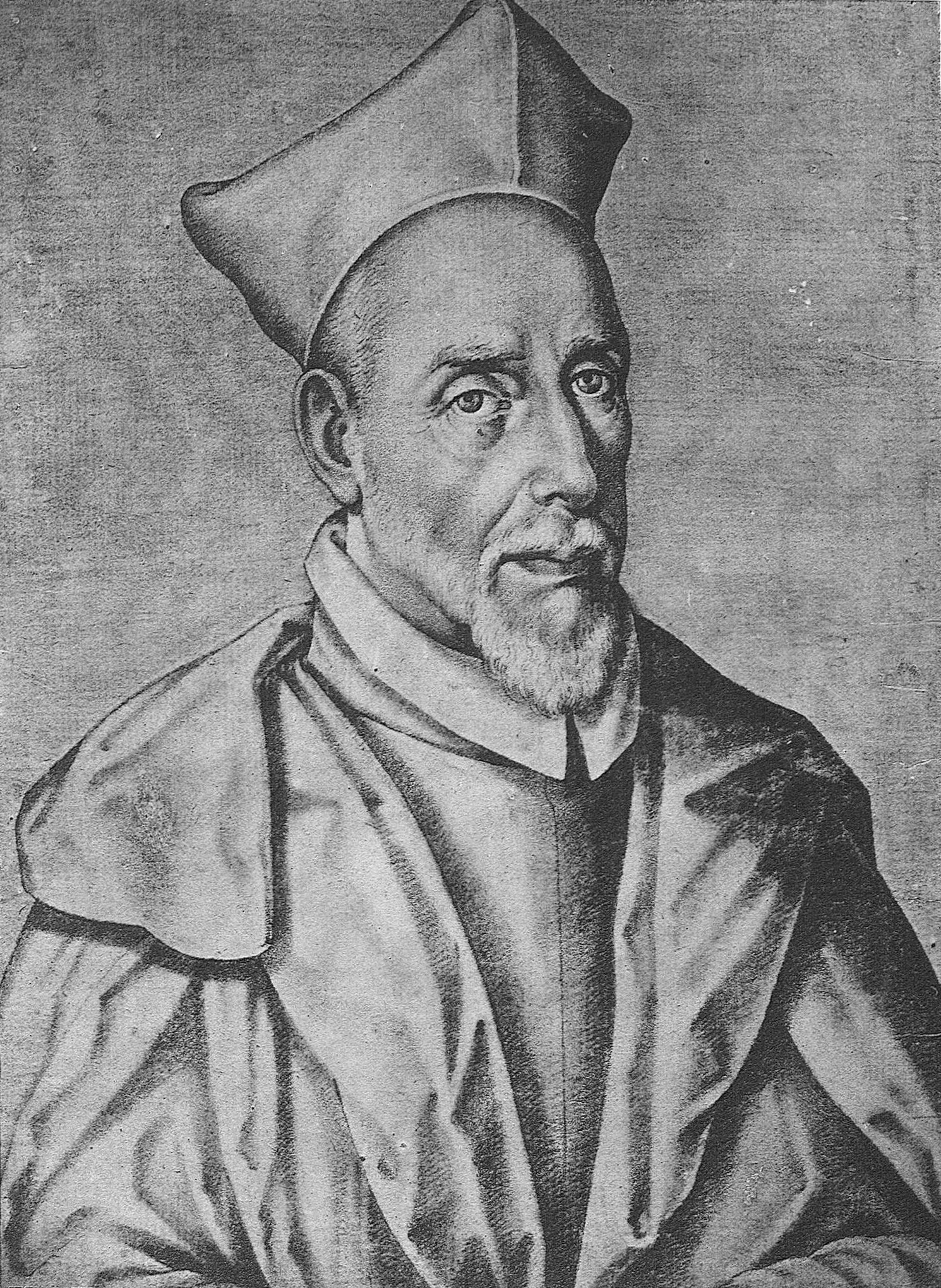
Francisco Guerrero (Porträt von Francisco Pacheco del Río)

#### La Seu d’Urgell
- Joan Brudieu, der 1578 die Stelle des Kapellmeisters in Santa Maria del Mar in Barcelona angetreten hatte, ist im Jahr 1579 nach La Seu d’Urgell zurückgekehrt, wo er seitdem wieder als Musiker an der Kathedrale eingesetzt wird.

#### Segovia
- Sebastián de Vivanco, der wahrscheinlich seine musikalische Ausbildung ebenso wie sein etwas älterer Zeitgenosse Tomás Luis de Victoria an der Kathedrale von Ávila erhielt und seine erste bekannte Stelle als Kapellmeister der Kathedrale von Lérida hatte, ist seit 1576 Kapellmeister an der Kathedrale von Segovia.

#### Sevilla
- Francisco Guerrero ist seit 1574 Kapellmeister an der Kathedrale von Sevilla.

#### Tarragona
- Nicasio Zorita, der 1578 noch in Valencia wirkte, wird in diesem Jahr zum Kapellmeister der Kathedrale von Tarragona ernannt. In diesem Amt bleibt er bis mindestens 1589.

#### Valencia
- Juan Ginés Pérez, der seine Ausbildung an der Kathedrale seiner Heimatstadt in Orihuela hatte und danach dort als Kapellmeister wirkte, hat diese Stelle von 1581 bis 1595 an der Kathedrale von Valencia inne.

#### Valladolid
- Esteban Daza, der 1576 sein Hauptwerk Libro de música herausgegeben hatte, lebt in Valladolid.

### Königreich Ungarn
- Mateu Fletxa el Jove wird nach dem Tod von Maximilian II. 1576 von Kaiser Rudolf II. zum Abt von Tihany auf der gleichnamigen Halbinsel im Norden des Plattensees in Ungarn ernannt wo er seitdem wirkt.

## Instrumentalmusik

### Für Orgel
- Elias Nikolaus Ammerbach – Orgel oder Instrument Tabulaturbuch, Nürnberg: Gerlach: Noten und Audiodateien im International Music Score Library Project
  - Anchor che col partier: Noten und Audiodateien im International Music Score Library Project
  - Chi passa per questa strada: Noten und Audiodateien im International Music Score Library Project
  - Passamezzo and Saltarello nuovo: Noten und Audiodateien im International Music Score Library Project
- Johannes de Cleve – zwei Motetten-Intabulierungen, in: Tabulaturbuch auff Orgeln und Instrument darinne, Leipzig
- Jacob Paix – Ein Schön Nutz unnd Gebreüchlich Orgel Tabulaturbüch, Lauingen: Georg Willers: Noten und Audiodateien im International Music Score Library Project; darin:
  - Bonjour mon cuer: Noten und Audiodateien im International Music Score Library Project
  - Branle Gay: Noten und Audiodateien im International Music Score Library Project
  - Galliarda: Noten und Audiodateien im International Music Score Library Project
  - Jerusalem plantabis vineam: Noten und Audiodateien im International Music Score Library Project
  - Padoana Venetiana: Noten und Audiodateien im International Music Score Library Project
  - Phantasia primi toni: Noten und Audiodateien im International Music Score Library Project
  - Saltarello: Noten und Audiodateien im International Music Score Library Project
- Jakob Regnart
  - ein Werk in Orgel oder Instrument Tabulaturbuch, Nürnberg
  - ein Werk in Tabulaturbuch auff Orgeln und Instrument, Teil 1, Leipzig
- Johannes Rühling – Tabulaturbuch auff Orgeln und Instrument, Leipzig: Johan Beyer: Noten und Audiodateien im International Music Score Library Project
- Alexander Utendal – ein Werk in Ein schön nutz unnd gebreüchlich Orgel Tabulaturbuch zu vier bis zwölf Stimmen, Laugingen

### Für vier Instrumente
- Pierre Phalèse (Hrsg.) – Recueil de danseries, contenant presque toutes sortes de danses, Antwerpen: Pierre Phalese und Jean Bellere: Noten und Audiodateien im International Music Score Library Project; darin:
  - Allemande et Saltarello Poussinghe zu vier Stimmen: Noten und Audiodateien im International Music Score Library Project
  - La Parma zu vier Stimmen: Noten und Audiodateien im International Music Score Library Project
  - Pass’emezzo della Paganina zu vier Stimmen: Noten und Audiodateien im International Music Score Library Project
  - Pavane et gaillarde de la bataille zu vier Stimmen: Noten und Audiodateien im International Music Score Library Project

### Für fünf Instrumente
- Lodovico Agostini – Fantasia da sonar: Noten und Audiodateien im International Music Score Library Project

## Vokalmusik

### Geistlich
- Giammateo Asola
  - In passionibus quatuor evangelistarum Christi locutio zu drei Stimmen, Venedig: Angelo Gardano: Noten und Audiodateien im International Music Score Library Project
  - Introitus missarum omnium majorum totius anni zu vier Stimmen, Brescia: Thomas Bozzola: Noten und Audiodateien im International Music Score Library Project
- Paschal de l’Estocart – 150 Pseaumes de David … zu vier, fünf, sechs, sieben und acht Stimmen, Lyon: Barthelemi Vincent: Noten und Audiodateien im International Music Score Library Project
- Andrea Gabrieli – Opere edite in vita: Psalmi Davidici, qui poenitentiales nuncupantur, tum omnis generis instrumentorum, Venedig: Angelo Gardano; darin:
  - Beati quorum remissæ sunt iniquitates zu sechs Stimmen: Noten und Audiodateien im International Music Score Library Project
  - De profundis clamavi: Noten und Audiodateien im International Music Score Library Project
  - Domine, exaudi orationem meam: Noten und Audiodateien im International Music Score Library Project
  - Domine, ne in furore tuo arguas me zu sechs Stimmen: Noten und Audiodateien im International Music Score Library Project
  - Miserere mei zu sechs Stimmen: Noten und Audiodateien im International Music Score Library Project
- Antonius Gosswin – Cantiones sacrae 5 zu sechs Stimmen, Nürnberg (verloren)
- Orlando di Lasso
  - Missa super Je suis desheritée zu vier Stimmen, LV Anh.90: Noten und Audiodateien im International Music Score Library Project
  - Responsorium in exequiis zu vier Stimmen, LV Anh.147: Noten und Audiodateien im International Music Score Library Project
- Leonhard Lechner – Harmoniæ miscellæ cantionum sacrarum, Nürnberg: Gerlach: Noten und Audiodateien im International Music Score Library Project; darin:
  - Cipriano de Rore – Hodie Christus natus est zu sechs Stimmen: Noten und Audiodateien im International Music Score Library Project
  - Alfonso Ferrabosco der Ältere – O lux beata Trinitas zu sechs Stimmen: Noten und Audiodateien im International Music Score Library Project
- Claudio Merulo – II primo libro de mottetti a sei voci
  - Benedicite, Spiritus zu sechs Stimmen: Noten und Audiodateien im International Music Score Library Project
- Philippe de Monte – Madrigali spirituali a 6 voci, Libro 1, Venedig: Angelo Gardano: Noten und Audiodateien im International Music Score Library Project
- Claudio Monteverdi – Madrigali spirituali a quattro voci posti in musica da Claudio Monteverde Cremonese, discepolo del Signor Marc'Antonio Ingegnieri
- Giovanni Pierluigi da Palestrina – Motettorum quinque vocibus liber quartus, Rom 1583/1584, zahlreiche Nachdrucke
- Giovanni Battista Pinello di Ghirardi – Deutsche Magnificat auff die 8 Tonos Musicales, Dresden: Matthäus Stöckel: Noten und Audiodateien im International Music Score Library Project
- Tomás Luis de Victoria
  - Motecta… noviter impressa sunt; darin:
    - Domine, non sum dignus zu vier Stimmen: Noten und Audiodateien im International Music Score Library Project
    - Duo Seraphim clamabant zu vier Stimmen: Noten und Audiodateien im International Music Score Library Project
    - Lætatus sum zu zwölf Stimmen: Noten und Audiodateien im International Music Score Library Project
    - Litaniæ de Beata Virgine zu acht Stimmen: Noten und Audiodateien im International Music Score Library Project
    - O lux, et decus Hispaniae zu fünf Stimmen: Noten und Audiodateien im International Music Score Library Project
    - Salve Regina II zu fünf Stimmen: Noten und Audiodateien im International Music Score Library Project
    - Tantum ergo Sacramentum zu fünf Stimmen: Noten und Audiodateien im International Music Score Library Project
    - Trahe me post te zu sechs Stimmen: Noten und Audiodateien im International Music Score Library Project

  - Missarum libri duo
    - Missa O quam gloriosum zu vier Stimmen: Noten und Audiodateien im International Music Score Library Project
    - Missa pro defunctis zu vier Stimmen: Noten und Audiodateien im International Music Score Library Project
    - Missa Quam pulchri sunt zu vier Stimmen: Noten und Audiodateien im International Music Score Library Project
    - Missa Surge propera zu fünf Stimmen: Noten und Audiodateien im International Music Score Library Project
- Giaches de Wert
  - Angelus domini astitit zu fünf Stimmen, in: Modulationum sacrarum 5 et sex vocum, Nürnberg: Gerlach: Noten und Audiodateien im International Music Score Library Project
  - Omnis homo primum bonum vinum ponit zu fünf Stimmen: Noten und Audiodateien im International Music Score Library Project
- David Wolkenstein – Psalmen für Kirchen und Schulen, Strassburg: Nicolaus Wyriot: Noten und Audiodateien im International Music Score Library Project

### Geistlich und Weltlich
- Orlando di Lasso – Neue teutsche Lieder, geistlich und weltlich, RISM 1583a; darin:
  - Auss meiner Sünden tieffe zu vier Stimmen, LV 748: Noten und Audiodateien im International Music Score Library Project
  - Baur was tregst im Sacke zu vier Stimmen, LV 751: Noten und Audiodateien im International Music Score Library Project
  - Ce que tu peux maintenant zu vier Stimmen, LV 737: Noten und Audiodateien im International Music Score Library Project
  - Ich hab ein Mann, der gar nichts kann zu vier Stimmen, LV 752: Noten und Audiodateien im International Music Score Library Project
  - Ich weiß mir ein Meidlein zu vier Stimmen, LV 750: Noten und Audiodateien im International Music Score Library Project
  - Selig ist, der auf Gott sein Hoffnung setzet zu vier Stimmen, LV 738: Noten und Audiodateien im International Music Score Library Project
  - Wach auf, o Menschenkind zu vier Stimmen, LV 749: Noten und Audiodateien im International Music Score Library Project
  - Wol kombt der May zu vier Stimmen, LV 754: Noten und Audiodateien im International Music Score Library Project

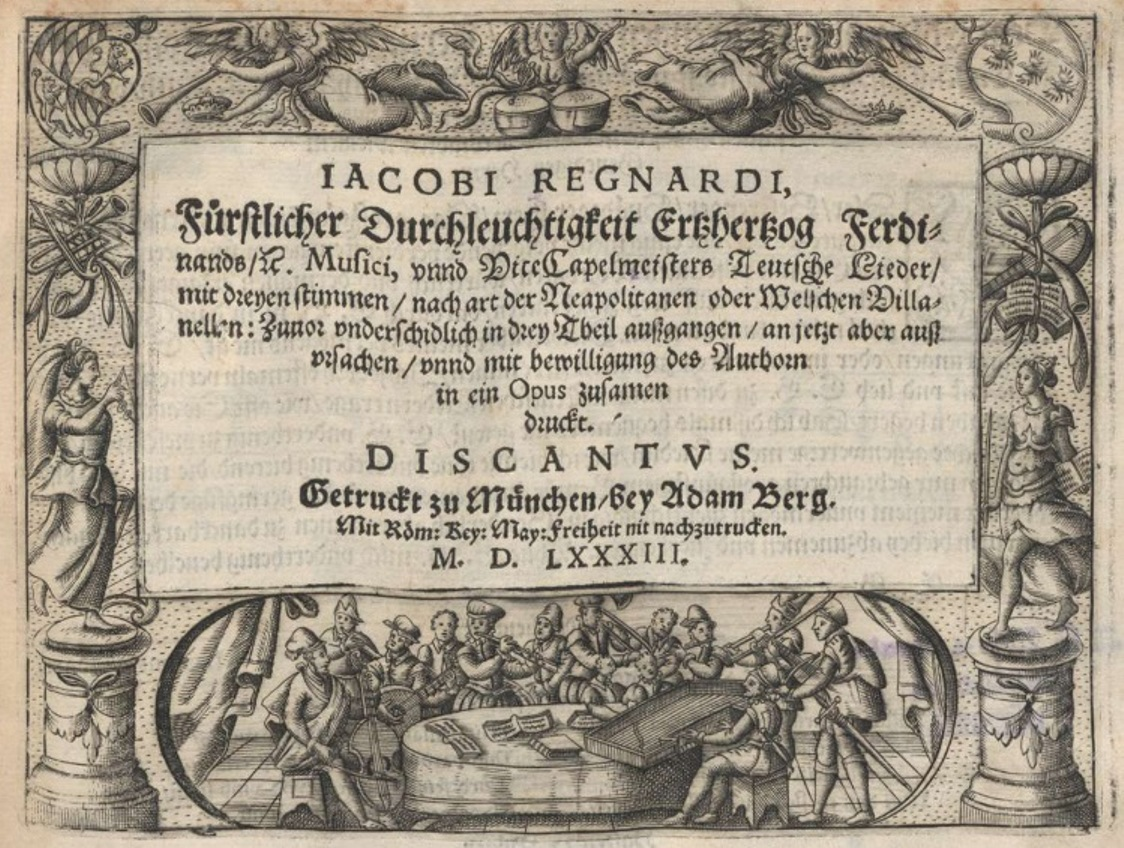
Jakob Regnart Teutsche Lieder mit dreyen Stimmen, München 1583, Titelseite

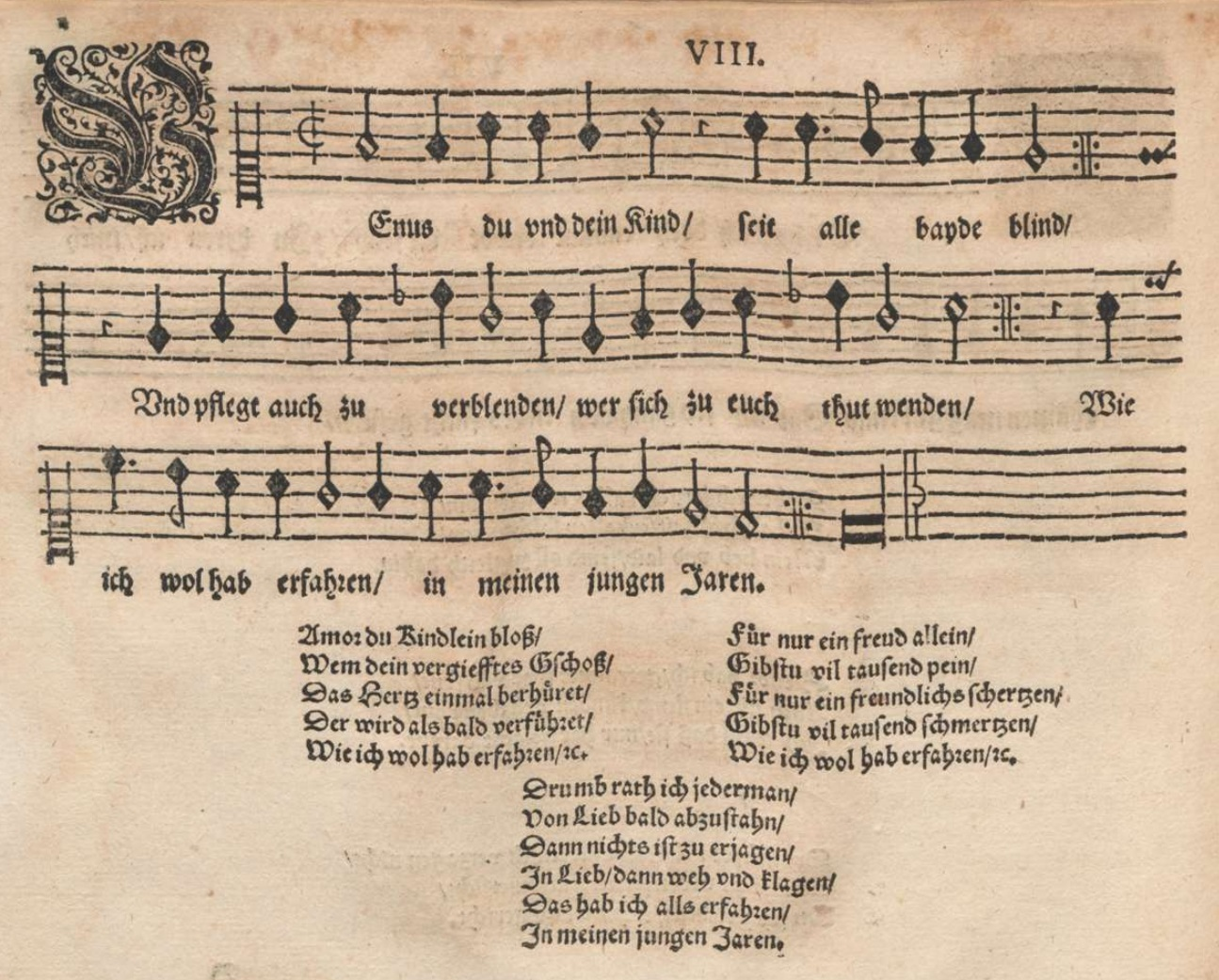
Jakob Regnart: Melodie der Villanelle „Venus, du und dein Kind“

### Weltlich
- Vittorio Baldini (Hrsg.) – Il lauro verde, madrigali à sei voci di diversi autori, Ferrara: Vittorio Baldini: Noten und Audiodateien im International Music Score Library Project; darin:
  - Luzzasco Luzzaschi – Ecco il bel lauro verde zu sechs Stimmen: Noten und Audiodateien im International Music Score Library Project
- Giovanni Cavaccio – All'ultimo bisogno zu drei Stimmen, in: Libro primo di madrigali: Noten und Audiodateien im International Music Score Library Project
- Giovanni Ferretti
  - Canzoni alla napolitana a 5 voc., Lib.3, Venedig: Girolamo Scotto Erben: Noten und Audiodateien im International Music Score Library Project
  - Canzoni alla napolitana a 5 voc., Lib.4, Venedig: Girolamo Scotto Erben: Noten und Audiodateien im International Music Score Library Project
- Orlando di Lasso – Quand'io penso al fuggir zu fünf Stimmen, LV 811, in: Madrigali: novamente compostia a 5 voci: Noten und Audiodateien im International Music Score Library Project
- Luca Marenzio – O dolce anima mia zu fünf Stimmen: Noten und Audiodateien im International Music Score Library Project
- Rinaldo del Mel – Madrigali a quattro, cinque et sei voci, Venedig: Angelo Gardano: Noten und Audiodateien im International Music Score Library Project; darin:
  - Ahimè, ch'io scorgo zu sechs Stimmen: Noten und Audiodateien im International Music Score Library Project
  - L'alta virtù zu vier Stimmen: Noten und Audiodateien im International Music Score Library Project
  - Amor, quando fioriva zu fünf Stimmen: Noten und Audiodateien im International Music Score Library Project
  - Ben io conobbi zu fünf Stimmen: Noten und Audiodateien im International Music Score Library Project
  - Chi volesse veder zu fünf Stimmen: Noten und Audiodateien im International Music Score Library Project
  - Com' esser può zu fünf Stimmen: Noten und Audiodateien im International Music Score Library Project
  - Ecco ninfe leggiadre zu sechs Stimmen: Noten und Audiodateien im International Music Score Library Project
  - Laura che'l verde lauro zu vier Stimmen: Noten und Audiodateien im International Music Score Library Project
  - Lieti fiori e felici zu sechs Stimmen: Noten und Audiodateien im International Music Score Library Project
  - Mille fiate, o dolce mia guerrera zu vier Stimmen: Noten und Audiodateien im International Music Score Library Project
  - Non hebbe Mai zu fünf Stimmen: Noten und Audiodateien im International Music Score Library Project
  - Quand' havran fine zu fünf Stimmen: Noten und Audiodateien im International Music Score Library Project
  - Qui nelle braccia sue zu fünf Stimmen: Noten und Audiodateien im International Music Score Library Project
  - Son quest' Amor zu sechs Stimmen: Noten und Audiodateien im International Music Score Library Project
- Philippe de Monte – Madrigali a 5 voci, Libro 7, Venedig: Angelo Gardano: Noten und Audiodateien im International Music Score Library Project
- Andreas Pevernage
  - Harmonia Celeste, Antwerpen: Pierre Phalèse Jr. & Giovanni Bellero: Noten und Audiodateien im International Music Score Library Project; darin:
    - Noë Faignient – Questi ch'indizio fan del mio tormento zu vier Stimmen: Noten und Audiodateien im International Music Score Library Project
- Pierre Phalèse (Hrsg.) – Musica divina di XIX autori illustri, Antwerpen: Pierre Phalèse und Jean Bellère: Noten und Audiodateien im International Music Score Library Project; darin:
  - Orlando di Lasso – Poi ch'el mio largo pianto zu vier Stimmen, LV 755: Noten und Audiodateien im International Music Score Library Project
- Costanzo Porta – Erasi al sole zu fünf Stimmen, in: Li amorosi ardori di diversi eccelentissimi musici, libro primo a cinque voci: Noten und Audiodateien im International Music Score Library Project
- Jakob Regnart – Teutsche Lieder […] mit bewilligung des Authorn in ein Opus zusamen druckt zu drei Stimmen, München
- Bartolomeo Spontone – Madrigali a 5 voci, Libro 3, Venedig: Angelo Gardano: Noten und Audiodateien im International Music Score Library Project
- Orazio Vecchi – O che vezzosa aurora zu sechs Stimmen: Noten und Audiodateien im International Music Score Library Project
- Ivo de Vento – Newe Teutsche Lieder Mit dreyen stimmen wölche lieblich zu singen und auff allerley Instrumenten zu gebrauchen, 1572, 1577, 1583, 1591

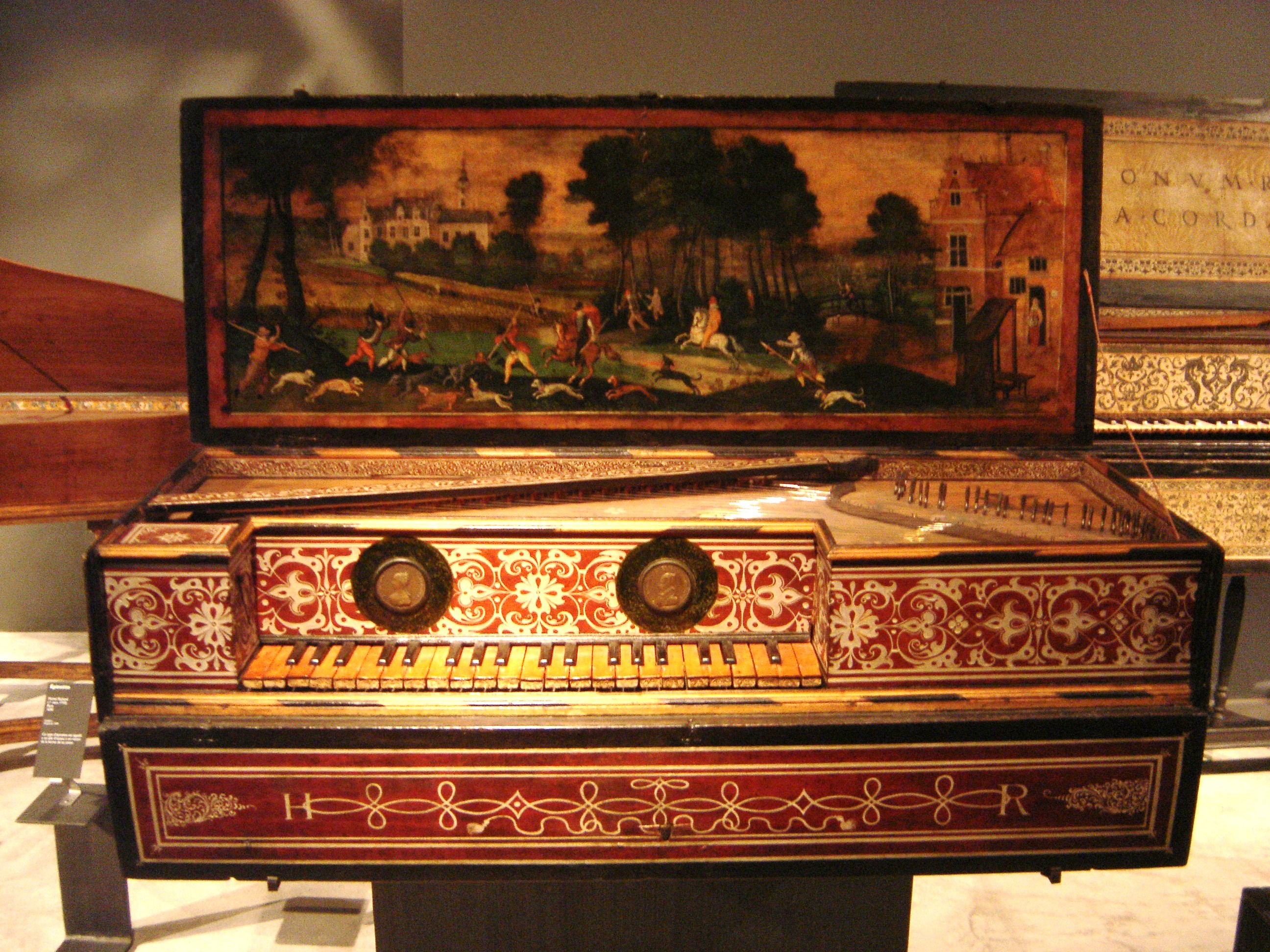
Quart-Virginal von Hans Ruckers, 1583. Musée de la musique, Paris

## Instrumentenbau
- Hans Ruckers, Begründer der Musikinstrumentenbauerfamilie Ruckers aus Antwerpen, stellt sein Quart-Virginal fertig.

## Geboren

### Geburtsdatum gesichert
- 19. Februar: Heinrich Vollers, deutscher Organist († 1656)
- 30. September: Zachäus Faber der Jüngere, deutscher lutherischer Geistlicher und Kirchenlieddichter († 1632)
- 00. September: Girolamo Frescobaldi, Komponist und Organist († 1643)
- 25. Dezember (getauft): Orlando Gibbons, englischer Komponist († 1625)

### Genaues Geburtsdatum unbekannt
- Henricus Beginiker, deutscher Orgelmusiker († 1665)
- Geverhart Elmenhorst, deutscher Gelehrter, Verfasser von Kirchenliedern († 1621)
- Dietrich Mente, deutscher Glocken-, Geschütz- und Bildgießer, Orgelbauer und Perlensticker sowie städtischer Büchsenmeister († nach 1633)
- Jesson Quinart, französischer Komponist und Kanoniker († 1670)
- Jakub Kryštof Rybnický, böhmischer Komponist († 1639)

### Geboren um 1583
- Paolo Agostini, italienischer Musiker († 1629)
- Tomaso Cecchino, italienischer Komponist († 1644)
- Robert Johnson, Komponist und Lautenist († 1633)
- Nicolas Vallet, niederländischer Lautenkomponist französischer Abstammung († nach 1642)

## Gestorben

### Todesdatum gesichert
- 08. Juli: Hermann Raphael Rodensteen, niederländischer Orgelbauer (* um 1525)
- 00. November: Johannes Selner, Dresdner Kreuzkantor (* um 1525)